# Pordenone
Pordenone (IPA: [pordeˈnone], , Pordenon in veneto e in friulano) è un comune italiano di 52 571 abitanti del Friuli-Venezia Giulia.
Principale città del Friuli occidentale, sorta sulla sponda occidentale del fiume Noncello (il cui breve corso termina poco oltre nel fiume Meduna, principale affluente del Livenza), al centro di un'area urbana di circa 86 000 abitanti costituita con il comune di Cordenons, a est, e quello di Porcia, a ovest, la sua passata vocazione portuale si evidenzia nel nome Portus Naonis (in latino "porto del [fiume] Naone" [o "Noncello"]).

## Geografia fisica

### Territorio
Il territorio di Pordenone si trova nella bassa pianura friulana della Pianura padano-veneta, a Sud delle Prealpi Carniche. La collocazione del primo insediamento non è casuale: si trovava infatti su un percorso alternativo alla via Postumia, detto "stradalta", che metteva in comunicazione le città romane di Opitergium (Oderzo) e Iulia Concordia (Concordia Sagittaria) con Bellunum (Belluno) e Iulium Carnicum (Zuglio) e la regione del Norico.
Come tutta la bassa pianura friulana, la zona è caratterizzata da abbondanza di acque e dal fenomeno delle risorgive.

### Clima
Pordenone appartiene alla zona climatica E.

## Storia

### Antichità
In epoca romana il nucleo urbano era situato nell'alto corso del fiume Noncello, pressappoco nel luogo dove oggi sorge la frazione di Torre. Le origini romane della città trovarono conferma nelle scoperte avvenute nel ventesimo secolo. Il conte Giuseppe di Ragogna, aristocratico possidente del castello di Torre, rinvenne, a seguito di una campagna di scavi (1940-1948, 1950-1952), i resti di una villa romana, adibita anche a sito di lavorazione e stoccaggio di prodotti agricoli e merci (la ricchezza dei reperti ritrovati, quali lacerti di affreschi di mano sapiente e materiale musivo di raffinata fattura, rispecchiano l'elevata agiatezza dei committenti). Il luogo venne scelto probabilmente per la presenza, più a nord, di un ampio guado fluviale, raggiungibile facilmente a piedi dalla "villa", presso la quale probabilmente esisteva anche un piccolo approdo fluviale.

### Medioevo
Con l'inizio del periodo alto-medievale (dal VI secolo) le vie fluviali assunsero maggiore importanza e il nucleo della città si spostò, di conseguenza, verso valle, in una posizione che permettesse l'approdo di barche di stazza maggiore. La città si sviluppò quindi sulla sponda destra del fiume Noncello, presso una insenatura che approfittava di una motta (collinetta, terrapieno) circondata a ovest dalla roggia Codafora e a nord-est da quella dei Molini.
Come il resto del Friuli fu parte del Ducato del Friuli longobardo e successivamente della Marca del Friuli, anche se tutto il periodo che va dall'epoca romana fino a circa il X secolo è, comunque, poco documentato. Recenti ritrovamenti nell'area del duomo di San Marco, e in particolare nell'area antistante il municipio e sotto il Palazzo Ricchieri, mostrano che Pordenone fu abitata, all'incirca sotto il regno di Berengario, da popolazioni provenienti dalla Carinzia, che all'epoca era di cultura slava (Carantani). Il primo probabile riferimento all'abitato di Pordenone si ha nel 1204 nel diario di viaggio di Wolger, vescovo di Passau, che sarebbe diventato patriarca di Aquileia.
Per un breve periodo in cui la città fu parte integrante della Patria del Friuli, all'inizio del XIII secolo, probabilmente dopo il 1221, i Babenberg, duchi di Austria e di Stiria e già signori di Cordenons, ottennero dai signori di Castello, vassalli del Patriarca, il dominio su Pordenone. È curioso osservare che i reali di Spagna, da ultimo Filippo VI di Spagna, si fregiano tutt'oggi del titolo di signori di Pordenone, duca di Carinzia e Stiria. I Babenberg diedero in concessione a signori locali, tra cui i signori di Ragogna, i compiti di amministratori ed esattori. Con l'estinzione nel 1246 della famiglia dei Babenberg, i loro possedimenti tornarono all'imperatore Federico II.
Pordenone venne conquistata da re Ottocaro II di Boemia durante la sua occupazione dei ducati d'Austria, di Stiria, Carinzia e Carniola tra il 1257 e il 1270. Nel 1270 Ottocaro si proclamò "dominus Portusnaonis", sottolineando l'importanza che dava al dominio pordenonese. Quando nel 1276 Ottocaro, sconfitto, fu costretto a restituire all'imperatore Rodolfo I d'Asburgo tutte le terre austriache e i domini vicini, anche Pordenone torna in mani imperiali, tanto che nel 1282 Pordenone divenne patrimonio personale della Casa d'Austria, rappresentando de facto un'enclave dell'arciducato d'Austria nel territorio del patriarcato di Aquileia.
Il castello di Torre e il piccolo territorio circostante, dopo le incursioni di Gregorio da Montelongo nel 1262, divennero invece proprietà dei patriarchi di Aquileia, che, successivamente, li concedono in feudo ai nobili di Prata e poi permutati con i signori di Ragogna.
Il villaggio di Vallenoncello appartenne per un lungo periodo al vescovo di Salisburgo.
Tra il XIII e il XIV secolo la frammentazione politica della zona si accentuò ulteriormente perché Corva (attuale frazione di Azzano Decimo) venne data ai di Prata che acquisiranno anche alcune parti di Fiume Veneto.
Nel 1291 il duca Alberto I d'Asburgo concede alla città un primo statuto che rimase in vigore fino al 1438, quando fu steso un nuovo statuto più adeguato alle nuove necessità del comune. Questo secondo testo rimase in vigore fino all'inizio del Cinquecento. Nel XIV secolo l'insediamento di Pordenone si ingrandì notevolmente grazie ai fiorenti traffici commerciali fluviali e, nel 1314, le venne conferito lo status di città. Il 23 agosto 1318 un furioso incendio devastò la città che fino ad allora era costruita quasi completamente in legno. Dopo questo disastro fu presa la decisione di ricostruire la città con edifici in pietra. Nel 1347 fu inaugurato il campanile, edificato accanto al duomo di San Marco. Il pordenonese rimase sempre un territorio di interesse per i Patriarchi, che più volte tentarono di conquistarlo. L'attuale stemma della città venne concesso all'inizio del 1400 da Guglielmo I d'Asburgo. Lo stemma è quasi uguale a quello che era stato concesso in precedenza da Ottocaro.
Durante l'invasione veneziana del 1420 che portò all'annessione dello stato patriarcale di Aquileia alla repubblica di Venezia i possedimenti asburgici non verranno toccati. Pordenone continua quindi a essere un'enclave austriaca. Nel 1499 il Friuli subì la peggiore invasione turca della sua storia. I turchi (che erano in realtà soprattutto bosniaci) seminarono morte e devastazione anche nei dintorni di Pordenone, mentre la città stessa riuscì a salvarsi grazie alle sue mura. I turchi infatti non erano in grado di sostenere un assedio.
La città subì - come quasi tutte le città del tempo - anche molte pestilenze ed epidemie (nel 1444, 1485, 1527, 1556 e 1576), la peggiore delle quali avvenne nel 1630, quando morì quasi la metà della popolazione.

### Età moderna
Il 20 aprile 1508 il capitano di ventura Bartolomeo d'Alviano "guida le armi venete alla conquista di Pordenone", togliendola agli Asburgo per conto della Repubblica di Venezia. Venezia mantenne la città solo per un biennio poiché nel 1509 la perse nuovamente per conto delle truppe asburgiche. Tuttavia, nel 1514, lo stesso Bartolomeo d'Alviano la riportò definitivamente sotto il controllo della Serenissima. Il passaggio definitivo dagli Asburgo a Venezia, tuttavia, avvenne solo con la Dieta di Worms del 3 maggio 1521. Nonostante ciò, Venezia non governò direttamente la città, poiché preferì concedere la città in feudo a Bartolomeo d'Alviano, il quale la resse come piccola signoria. Alla sua morte, avvenuta nel 1515, gli succedette la consorte Pantasilea Baglioni, sorella del capitano di ventura Giampaolo Baglioni, e quindi il figlio Livio (notevole il suo presunto ritratto a opera del Pordenone nel duomo della città), morto in battaglia nel 1537. In quell'anno Pordenone e i territori limitrofi passarono sotto il diretto controllo della Repubblica di Venezia e vi rimasero per più di due secoli e mezzo. La Serenissima mantenne gli statuti della città e ne riconobbe, per lo meno su carta, i privilegi già acquisiti durante la signoria degli Asburgo; provvide inoltre a riattivare l'economia pordenonese realizzando un nuovo porto fluviale e potenziando le attività manifatturiere. Pordenone divenne, inoltre, un centro di produzione lignea: i territori limitrofi alla città erano ricchi boschi che producevano la legna necessaria per la costruzione di navi. La produzione lignea veniva trasportata in laguna grazie al fiume Noncello.

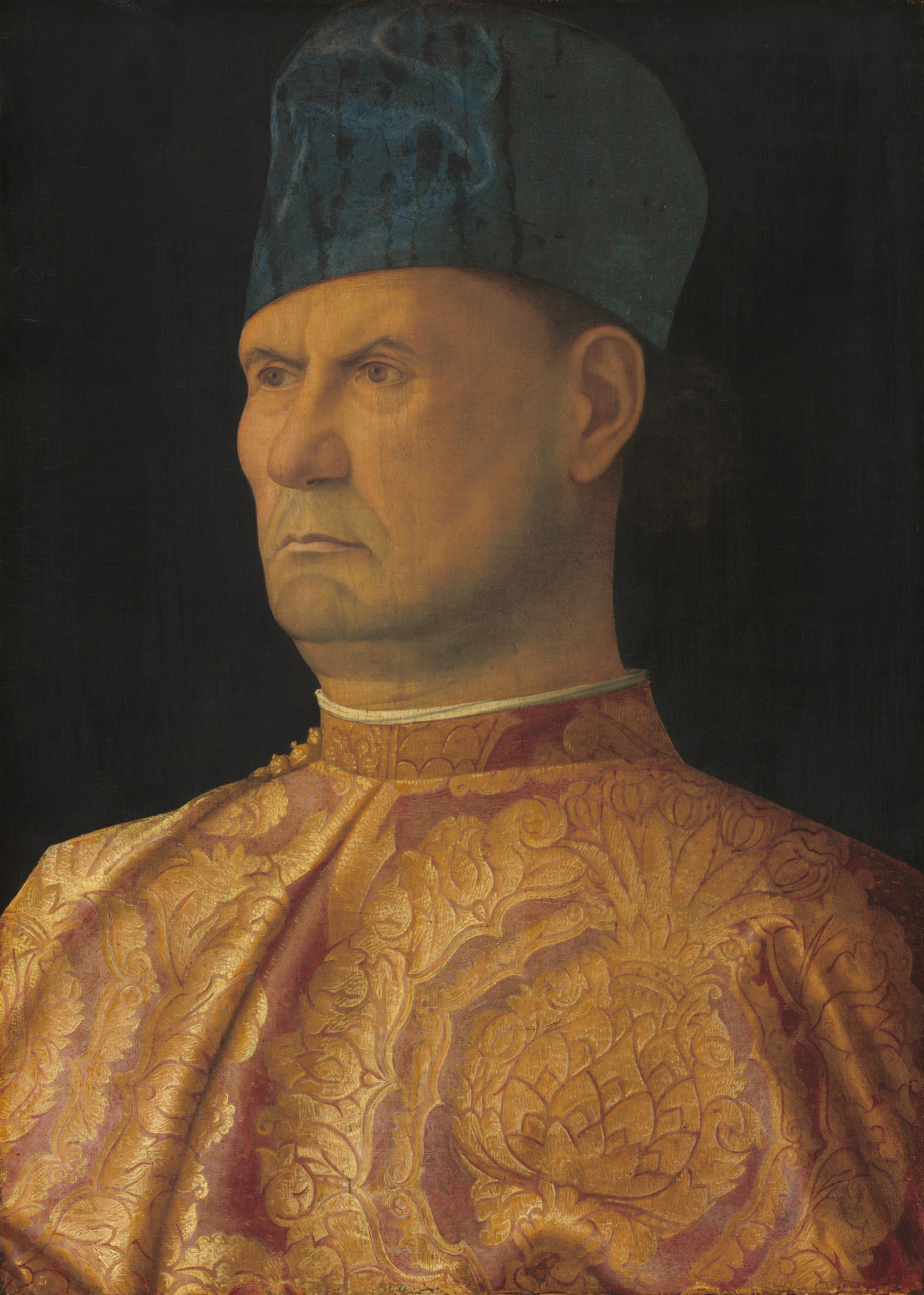
Bartolomeo d'Alviano raffigurato dal pittore veneziano Giovanni Bellini

### Età contemporanea
Situata tra Udine e Venezia, collegata alla linea ferroviaria e stradale Venezia-Pordenone-Udine e Gorizia, Pordenone nei secoli diciottesimo e diciannovesimo trovò un perfetto equilibrio fra una cultura conservatrice tradizionale di impianto veneto e un soffio innovatore arrivato dal mondo francese e da quello austro-ungarico: il fronte dei conservatori, pur ammiccando al progresso di altre Nazioni, manteneva uno stretto rapporto sociale e culturale con Venezia e il mondo della tradizione tramandato, mentre dal lato opposto i progressisti cercavano di staccarsi dal passato per abbracciare le nuove idee arrivate in particolare con la campagna napoleonica del 1797. Nello stesso anno della campagna napoleonica in Italia, a Pordenone giunsero le truppe francesi, le quali abbatterono le mura storiche che circondavano la città.

Con la caduta di Venezia, Pordenone subì un primo ritorno all'Austria, seguito dalla parentesi napoleonica. A seguito della capitolazione di Bonaparte e delle decisioni prese nel congresso di Vienna la città ritornò a fare parte dell'Impero d'Austria e fu aggregata con il resto del Friuli e del Veneto al regno Lombardo-Veneto: fu così inclusa dagli austriaci nella provincia del Friuli che aveva come capoluogo Udine. La realizzazione della strada Pontebbana e della linea ferroviaria (1855) Venezia-Pordenone-Udine condusse, da una parte, a un'inesorabile decadenza del porto e del percorso fluviale, ma, dall'altra parte, diede inizio all'affermarsi dell'industria. A partire dagli anni 1840 sorsero numerosi cotonifici che affiancarono le già numerose cartiere e la fabbrica della Ceramica Galvani.

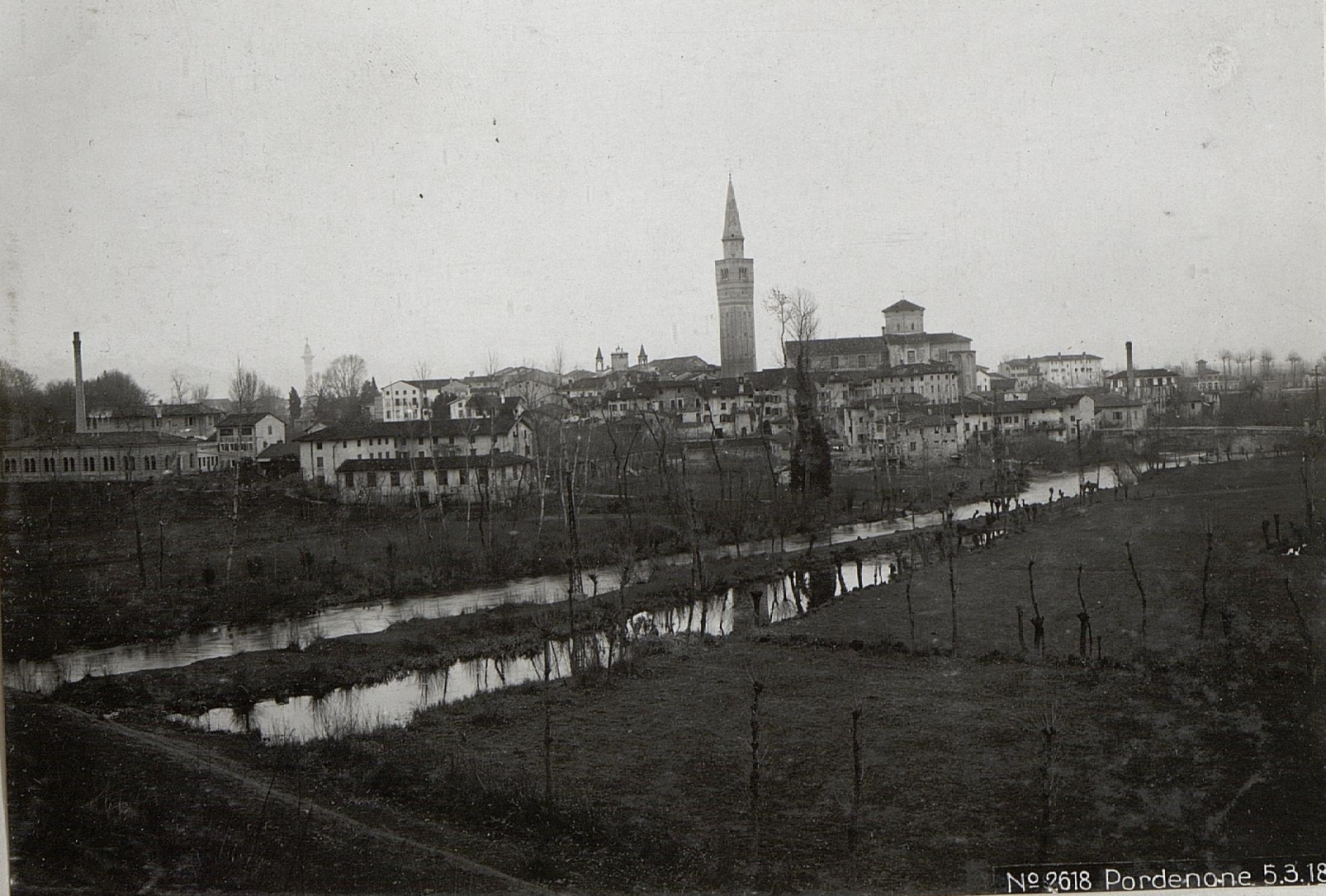
Veduta di Pordenone nel primo Novecento

Dopo l'annessione al regno d'Italia, avvenuta nel 1866, l'introduzione dell'energia elettrica nel 1888 consentì la modernizzazione degli impianti e un incremento nella produzione industriale. Dal 1º novembre 1915 la città ospitò la sede del Gruppo comando supremo che, il 15 aprile 1916, divenne IV Gruppo e che poi restò fino al maggio 1917.Il 10 aprile 1917 nacque anche l'XI Gruppo che rimase fino alla battaglia di Caporetto.
Le distruzioni arrecate dalla prima guerra mondiale e la crisi del 1929 trascinarono il settore cotoniero in un lento declino da cui non si sarebbe più ripreso. In aggiunta a ciò subentrano i danni della seconda guerra mondiale, i quali colpirono il pieno centro della città: il centro storico, infatti, venne bombardato più volte causando la distruzione di via Calderari (a sud del municipio storico della città, dove oggi sorge piazza Calderari), ovvero la via dove si concentravano i palazzi più signorili e più ricchi; altri danni si presentarono anche nel corso Vittorio Emanuele II, dove i bombardieri distrussero un palazzo. Dopo la seconda guerra mondiale la Zanussi (ora facente parte della multinazionale svedese Electrolux), sino ad allora soltanto una piccola azienda di produzione di cucine economiche con alimentazione a legna o gas, divenne un colosso europeo nel campo degli elettrodomestici, arrivando a occupare molti degli abitanti della città. Il grande decollo dell'industria Zanussi, negli anni 60 del ventesimo secolo, diede un impulso alla crescita demografica cittadina e così Pordenone triplicò il numero di abitanti, grazie a un'immigrazione proveniente in particolare dalla provincia di Treviso e dal sud Italia.
Nel 1968 Pordenone diventò capoluogo di provincia. Sino ad allora il Friuli occidentale faceva parte della provincia di Udine. Dal 1974 è anche sede vescovile della diocesi di Concordia-Pordenone. Già dal 1919 a Pordenone era ubicato il seminario vescovile, con la scuola di teologia. Recentemente la città è divenuta sede di un consorzio universitario che ospita corsi universitari organizzati dall'Università di Udine, dall'Università di Trieste e dall'ISIA di Roma. Inoltre dal 2002 è attivo il polo tecnologico per promuovere la cultura dell'innovazione nelle imprese del territorio.

#### Visite dei Presidenti della Repubblica a Pordenone
- 21 ottobre 1966 - Presidente Giuseppe Saragat - Visita presso la Prefettura, e le industrie Savio e Zanussi Rex;
- 5 ottobre 1983 - Presidente Sandro Pertini - Visita presso il Municipio, la Camera di Commercio, e l'industria Zanussi;
- 8 febbraio 1992 - Presidente Francesco Cossiga - Visita presso il Municipio e incontro con il presidente e il consiglio dell'associazione Storica Società Operaia di Mutuo Soccorso ed Istruzione di Pordenone A.P.S.;
- 19 dicembre 1998 - Presidente Oscar Luigi Scalfaro - Intervento alla cerimonia di conferimento alla Provincia della Medaglia d’oro al V.M. per attività partigiane;
- 25 febbraio 2005 - Presidente Carlo Azeglio Ciampi - Visita presso Provincia, Municipio, Duomo cittadino, Camera di Commercio;
- 30 maggio 2012 - Presidente Giorgio Napolitano - Visita presso il Municipio[27].

### Cronologia
- 899 - Torre viene espugnata dai Magiari
- 1278 - Pordenone passa definitivamente al Sacro Romano Impero sotto gli Asburgo
- 1291 - Alberto I concede i primi capitoli normativi per la città che costituiranno il primo nucleo degli Statuti pordenonesi
- 1318 - Il 23 agosto scoppia un incendio che distrugge tutti i fabbricati di legno, che erano la maggioranza. Da questo cataclisma si concepisce una struttura urbanistica nuova, con un asse viario principale da dove si sarebbero dipartite le vie minori
- 1347 - Viene inaugurato il campanile del Duomo di San Marco
- 1438 - Il 24 aprile viene fatta la prima e ultima grande modifica agli Statuti pordenonesi, che vanno a regolarizzare questioni di ordine pubblico, diritto privato e penale, aggiungendo norme sull'ordinamento dei mestieri
- 1447 - Nasce la nobiltà pordenonese, composta da dodici famiglie
- 1487 - Un'epidemia di peste, la prima della città, dimezza il numero degli abitanti
- 1508 - Il 20 aprile Bartolomeo d'Alviano conquista la città di Pordenone, e quindi per la prima volta la città passa sotto l'influenza della repubblica di Venezia
- 1514 - Dopo una breve parentesi di ulteriore dominio imperiale, il 29 marzo la città è messa sotto assedio dalle truppe veneziane guidate da Bartolomeo d'Alviano. Pordenone ritorna al controllo della Serenissima e l'assedio comporta danni, saccheggi e razzieScudo funebre recante lo stemma di Pordenone (1493) - Wien Museum Karlsplatz, Vienna, Austria.

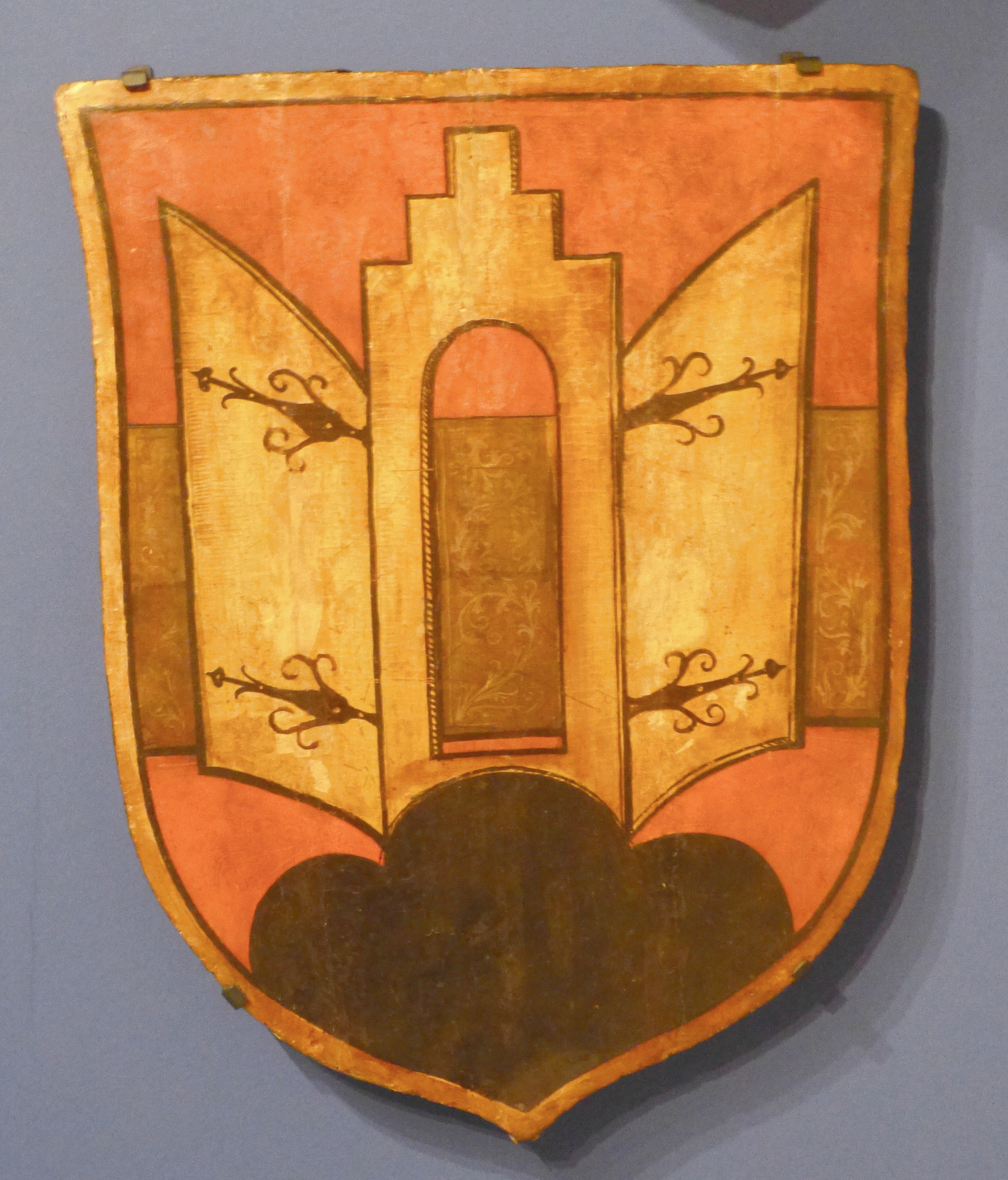
Scudo funebre recante lo stemma di Pordenone (1493) - Wien Museum Karlsplatz, Vienna, Austria.

- 1528 - Un'altra epidemia di peste colpisce la città
- 1537 - Livio d'Alviano, figlio di Bartolomeo, muore in battaglia. Finisce la signoria dei d'Alviano in città, che quindi passa sotto il controllo diretto della Repubblica di Venezia
- 1556 - Un'altra epidemia di peste colpisce la città
- 1594 - Viene istituito un nuovo giorno di mercato settimanale (il mercoledì, oltre a quello del sabato). Il luogo prescelto è il cosiddetto orto o prato del Castello, poi Piazza dei Grani, oggi Piazza della Motta
- 1631 - Un'epidemia di peste, la più grande della storia cittadina, dimezza la popolazione
- 1718 - Il Luogotenente veneziano Antonio Loredan dona due statue raffiguranti Giove e Giunone, a ornamento del ponte sul Noncello
- 1797 - Il generale Napoleone Bonaparte vincitore contro le Repubblica di Venezia, entra in Pordenone alla testa di 14.000 soldati, Vengono levati i simboli della Serenissima
- 1836 - Un'epidemia di colera si abbatte sulla città
- 1882 - La toponomastica cittadina abbraccia il Risorgimento. Con delibera del 22 giugno 1882 sono intitolate a Vittorio Emanuele II la vecchia contrada grande o di San Marco, a Giuseppe Garibaldi l’antica strada di San Giovanni, a Camillo conte di Cavour la piazzetta di Sopra, e a Giuseppe Mazzini la nuova strada della Stazione
- 1886 - Nuovamente il colera si manifesta in città
- 1908 - Viene abbattuta la Porta Trevigiana o della “Bossina“, considerata di ostacolo al commercio e al transito dei carri dei contadini
- 1917 - Il 6 novembre entra in città l'esercito austro-tedesco, il quale occupa la città per quasi un anno
- 1918 - Il 1º novembre l'esercito austro-tedesco abbandona Pordenone, lasciando il posto all'esercito italiano
- 1944 - La città subisce un bombardamento aereo degli Alleati. Il 27 dicembre le bombe centrano lo scalo ferroviario e le zone circostanti. Il giorno successivo, alle 15.30, vengono sganciate numerose bombe di medio calibro sul centro abitato e sulla periferia. Vengono distrutte 15 case, tra cui la storica casa veneziana Tomadini, la chiesa del Cristo è gravemente danneggiata, il collegio magistrale Vendramini è raso al suolo, non esiste più il borgo arroccato attorno a piazzetta San Marco. I morti tra la popolazione civile sono 51.
- 1945 - Il 30 aprile entrano gli Alleati in città, la città è libera dalla guerra
- 1959 - il 31 ottobre il Consiglio comunale di Pordenone approva all'unanimità i "lavori di sistemazione accesso Piazza dei Grani e relativi espropri". Inizia l'iter di demolizione del "Nobile interrompimento" di Piazza della Motta. La città perde un'ulteriore testimonianza architettonica del suo passato
- 1968 - Il 22 febbraio viene costituita la provincia di Pordenone, la città ne diviene il capoluogo
- 1968 - Il 1º settembre 1968 con la costituita provincia vengono immatricolati i primi mezzi con la nuova targa PN. Il primo, targato PN0001, è una FIAT 500
- 1992 - Il 30 aprile Papa Giovanni Paolo II, nel corso del visita pastorale in Friuli Venezia Giulia, incontra la cittadinanza e le più alte cariche istituzionali e religiose
- 2017 - Viene abolita la provincia costituita nel 1968

### Simboli

Lo stemma della Città di Pordenone

Il gonfalone della Città di Pordenone

Lo stemma del comune di Pordenone ha la seguente descrizione araldica: "Di rosso alla fascia d'argento, nella punta il mare, dal quale si innalza un portale di pietra naturale, merlato alla guelfa di tre pezzi, con battenti d'oro aperti, fiancheggiato in ognuno degli angoli superiori del campo da una corona d'oro". Si ritiene che Ottocaro II di Boemia diede il primo stemma a Pordenone, poiché lo stesso è in tutto simile ad altri che il re aveva concesso a città poste sotto il suo dominio. Secondo alcuni storici questo stemma concesso dal re, che è verosimilmente quello odierno, sostituiva uno più antico che raffigurava tre cocuzzoli (forse le cime del monte Cavallo). Non c'è però una conferma documentale e perciò bisogna tenere questa ipotesi come curiosità.
Il gonfalone della città di Pordenone ritrae il medesimo stemma su uno sfondo recante i colori della bandiera della città in fasce orizzontali, con la fascia centrale bianca di minore spessore rispetto alle altre.
La bandiera di Pordenone è composta da tre bande verticali di eguali dimensioni; bianca quella centrale e rosse le due laterali. Per formato e colore è sostanzialmente identica alla bandiera nazionale del Perù.
Altri simboli o elementi simbolici e rappresentativi del comune di Pordenone sono:
- Il Noncello, il fiume della città.
- Il campanile del Duomo concattedrale di S. Marco.
- Il Palazzo Comunale.

## Monumenti e luoghi d'interesse
(Marin Sanudo)

### Architetture religiose

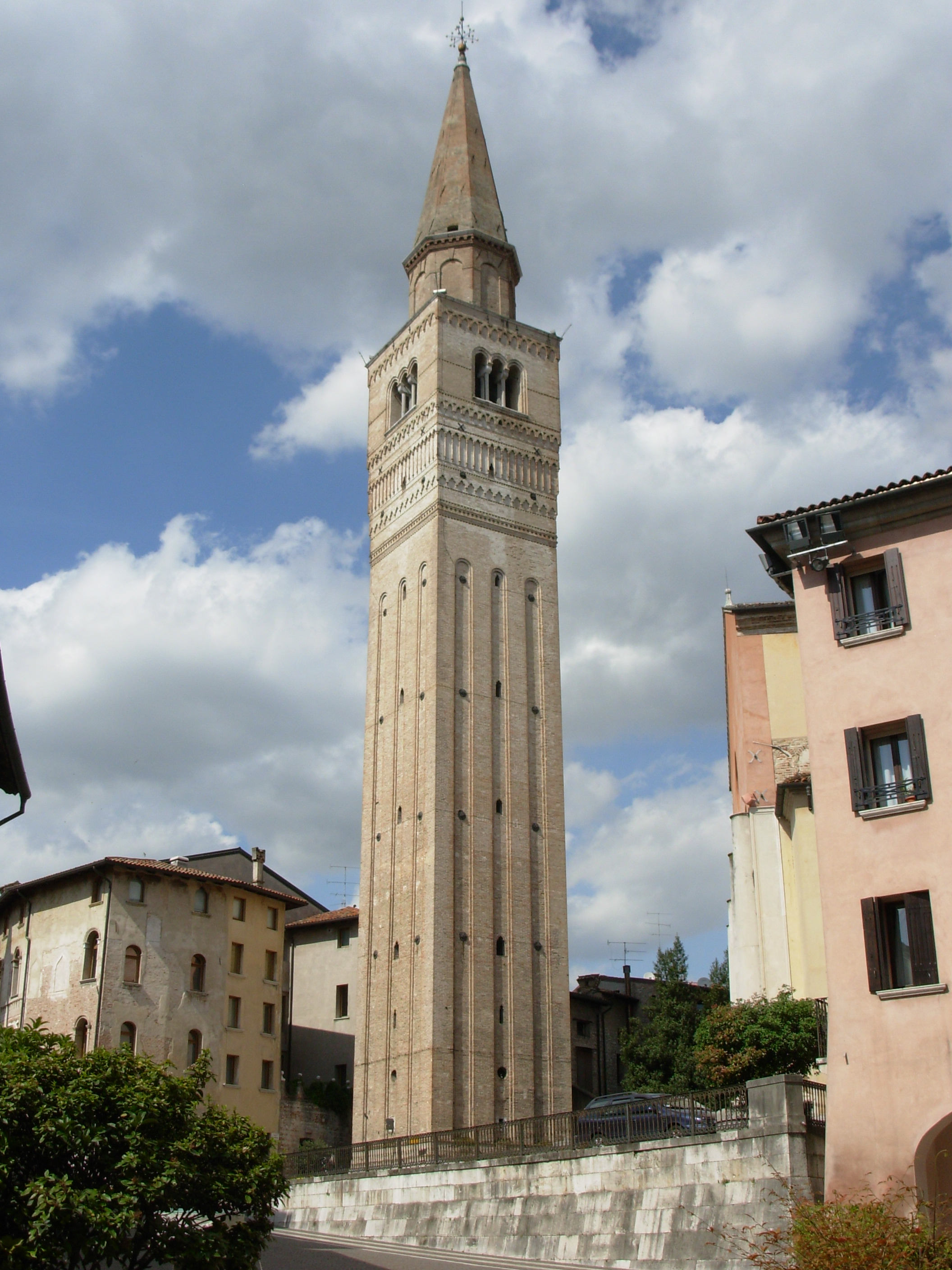
Il campanile del Duomo

- Duomo concattedrale di San Marco Evangelista, edificato a partire dal XIII secolo in stile romanico-gotico e rimaneggiato successivamente nel XVI e XVIII secolo. Contiene la pala d'altare denominata Madonna della Misericordia di Giovanni Antonio de' Sacchis detto "il Pordenone". Dello stesso pittore sono da ammirare gli affreschi presenti sul pilastro ottagonale di destra (San Rocco e la Madonna con il Bambin Gesù), le portelle del fonte battesimale e la pala, in parte nascosta dall'altare maggiore del Torretti (maestro del più famoso Antonio Canova), raffigurante san Marco, titolare della chiesa, che consacra Ermacora vescovo di Aquileia circondato dall'arcidiacono Fortunato e dai Santi Giovanni Battista, Sebastiano, Girolamo e in ultimo, in armatura e a cavallo, Giorgio. Numerose altre opere impreziosiscono l'interno dell'edificio sacro.
- Campanile del Duomo, terminato nel 1374, successivamente, durante il XVII secolo, vi fu aggiunta una cuspide che lo portò a raggiungere un'altezza di circa 72 metri[32].
- Chiesa di Santa Maria degli Angeli, detta "del Cristo". In essa è custodito un crocifisso ligneo quattrocentesco di un artista nordico Giovanni Tartarico,[33] noto anche come Johannes Teutonicus[34]. Fu edificata nel 1309.[35] Più volte restaurata, conserva all'interno un pregevole ciclo di affreschi trecenteschi, una Santa Barbara[36] di Gianfrancesco da Tolmezzo (XV secolo) e un portale in marmo del Pilacorte (1510).
- Chiesa della Santissima Trinità, detta "della Santissima", lungo il fiume Noncello, di forma ottagonale contiene affreschi cinquecenteschi di Giovanni Maria Calderari, allievo del Pordenone.[37] In essa è possibile osservare, come sfondo di una scena biblica, una particolare rappresentazione della città di Pordenone in epoca rinascimentale.

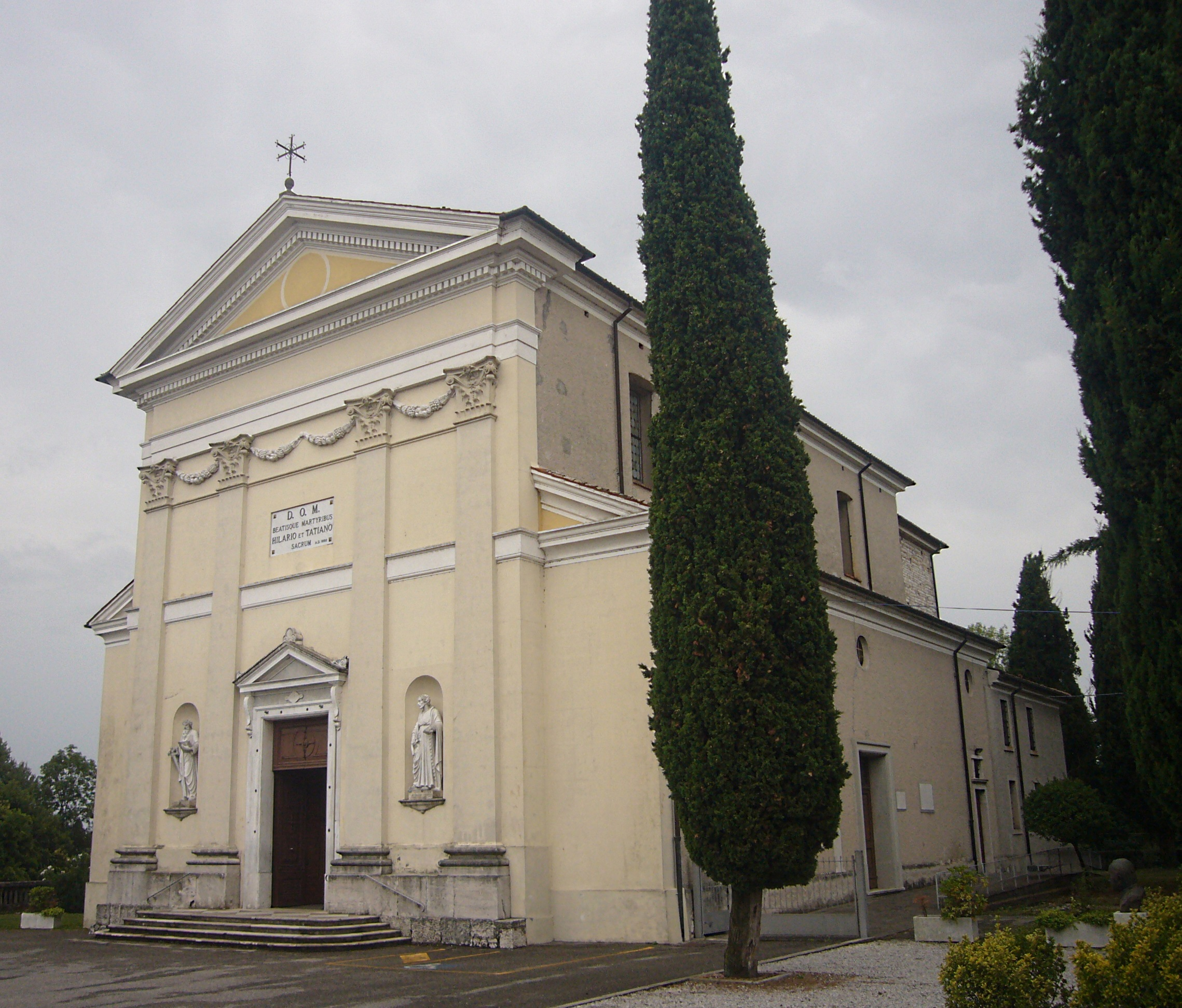
La parrocchiale di Torre, dedicata ai Santi Ilario e Taziano

- Chiesa parrocchiale di San Giorgio. Chiesa neoclassica, dal caratteristico campanile ottocentesco, colonna di stile dorico dell'architetto Giovanni Battista Bassi.[38] Sulla torre campanaria si erge l'imponente statua raffigurante San Giorgio, restaurata dallo scultore pordenonese Pierino Sam. Il sagrato presenta una contemporanea fontana monumentale, di pianta ottagonale, costruita in acciaio corten, ed ingentilita da iscrizioni latine sul tema sacro dell'acqua.
- Santuario della Beata Vergine delle Grazie. Chiesa di stile neogotico, edificata in sostituzione di altra preesistente del XVII secolo, costruita tra il 1899 e il 1921. Custodisce uno dei più grandi organi moderni d'Italia.
- Chiesa parrocchiale dei Santi Ilario e Taziano, nella frazione di Torre, conserva una Madonna con Bambino e Santi di Giovanni Antonio de' Sacchis detto "il Pordenone", del 1521. Donato Casella nel 1532 scolpì un'acquasantiera. Sul sagrato antistante è posto il busto in bronzo di monsignor Giuseppe Lozer, eseguito dallo scultore pordenonese Pierino Sam.

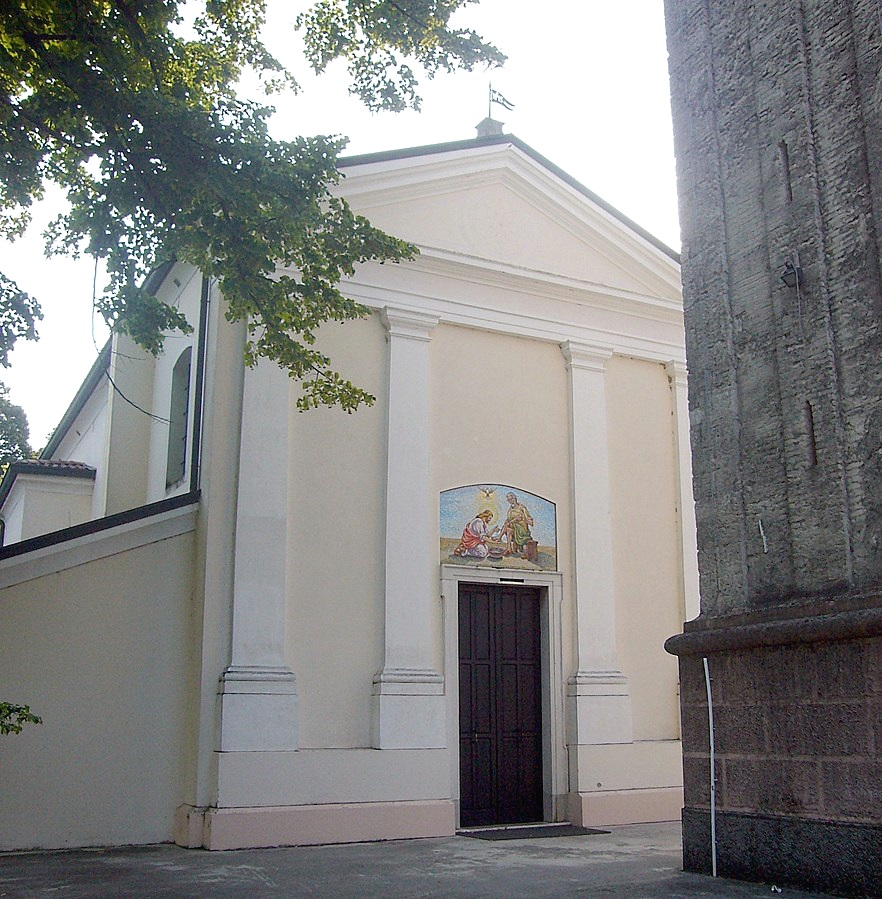
La chiesa dei SS. Ruperto e Leonardo a Vallenoncello

- Chiesa parrocchiale di Vallenoncello, dedicata a san Ruperto, vescovo di Salisburgo dell'VIII secolo, evangelizzatore della Baviera e dell'Illirico, e a san Leonardo di Noblac. Risale al XIV secolo, in essa si conserva una pala de Il Pordenone e un'opera del Calderari. All'esterno è visibile la pregiata opera scultorea in bronzo di Pierino Sam dedicata agli alpini che si sorreggono in reciproco soccorso e partecipazione emotiva.
- Chiesa della Sacra Famiglia, viale Cossetti, del XX secolo, in stile architettonico moderno con le vetrate eseguite su progetto dello scultore pordenonese Pierino Sam (1921-2010), dello stesso autore il crocifisso in bronzo sul portale di ingresso.
- Chiesa di San Leonardo in Silvis, risalente al XV secolo, si erge su un breve spiazzo erboso nella Valle del Romito della frazione di Vallenoncello.
- Chiesetta del Corpus Domini, risalente al XIV secolo, in essa si conservano affreschi ritenuti opere del Brunello e dal Furlan attribuiti al Pordenone.

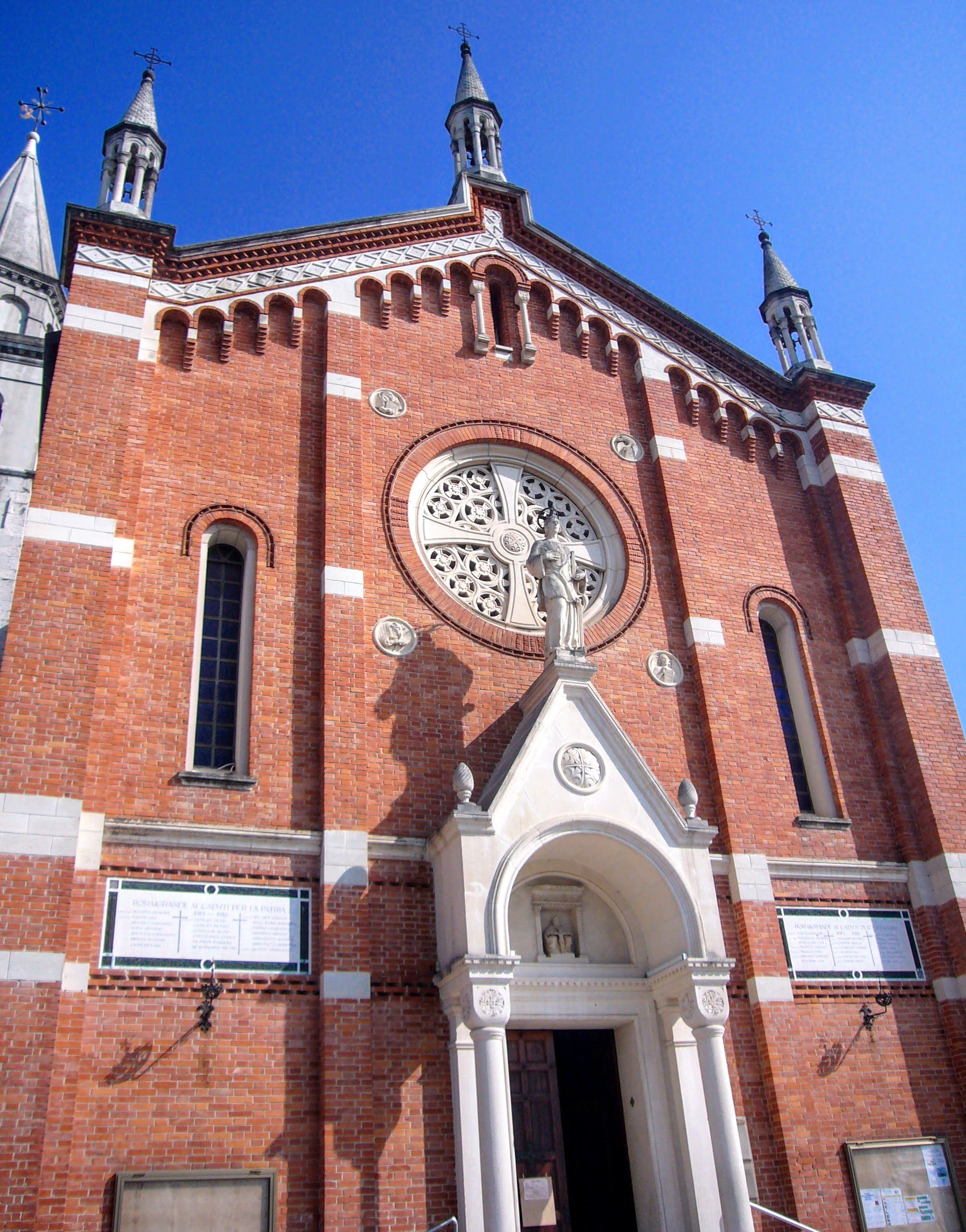
La chiesa di San Lorenzo Martire a Rorai Grande

- Chiesetta di Sant'Anna, situata in via Segaluzza di Vallenoncello, è un modesto edificio settecentesco. A seguito del boom economico dell'Italia del secondo dopoguerra la chiesetta è stata fagocitata dai capannoni dell'area industriale della zona. Si tratta dell'unico luogo religioso cittadino dedicato al culto della madre di Maria.
- Chiesa parrocchiale di San Lorenzo Martire, nella frazione di Roraigrande, conserva il fonte battesimale frutto della collaborazione dello scultore rinascimentale Donato Casella con il figlio Alvise. Al suo interno è poi possibile ammirare un ciclo di affreschi di Giovanni Antonio de' Sacchis.
- Oratorio di San Bernardino, gradevole edificio barocco con all'interno alcuni affreschi di buona scuola (circoscrizione Rorai-Cappuccini).
- Chiesa parrocchiale del Beato Odorico, costruita su progetto dell'architetto Mario Botta nel 1990-1992[39].
- Chiesa di Sant'Ulderico, situata a Villanova. Contiene affreschi di Giovanni Antonio de' Sacchis e l'acquasantiera e il battistero sono di Giovanni Antonio Pilacorte. Sul sagrato antistante è posta la statua in bronzo raffigurante il Beato Odorico da Pordenone, il frate francescano Mattiussi originario di Villanova, opera scultorea di Pierino Sam.[40]
- Seminario, qui è conservata la statua di San Nicolò dello scultore rinascimentale Donato Casella di Carona già sull'altare della chiesa parrocchiale di Castelnovo del Friuli.
- Cappella nella Casa dello Studente A. Zanussi.

### Architetture civili

#### Palazzi storici dell'Urbs picta

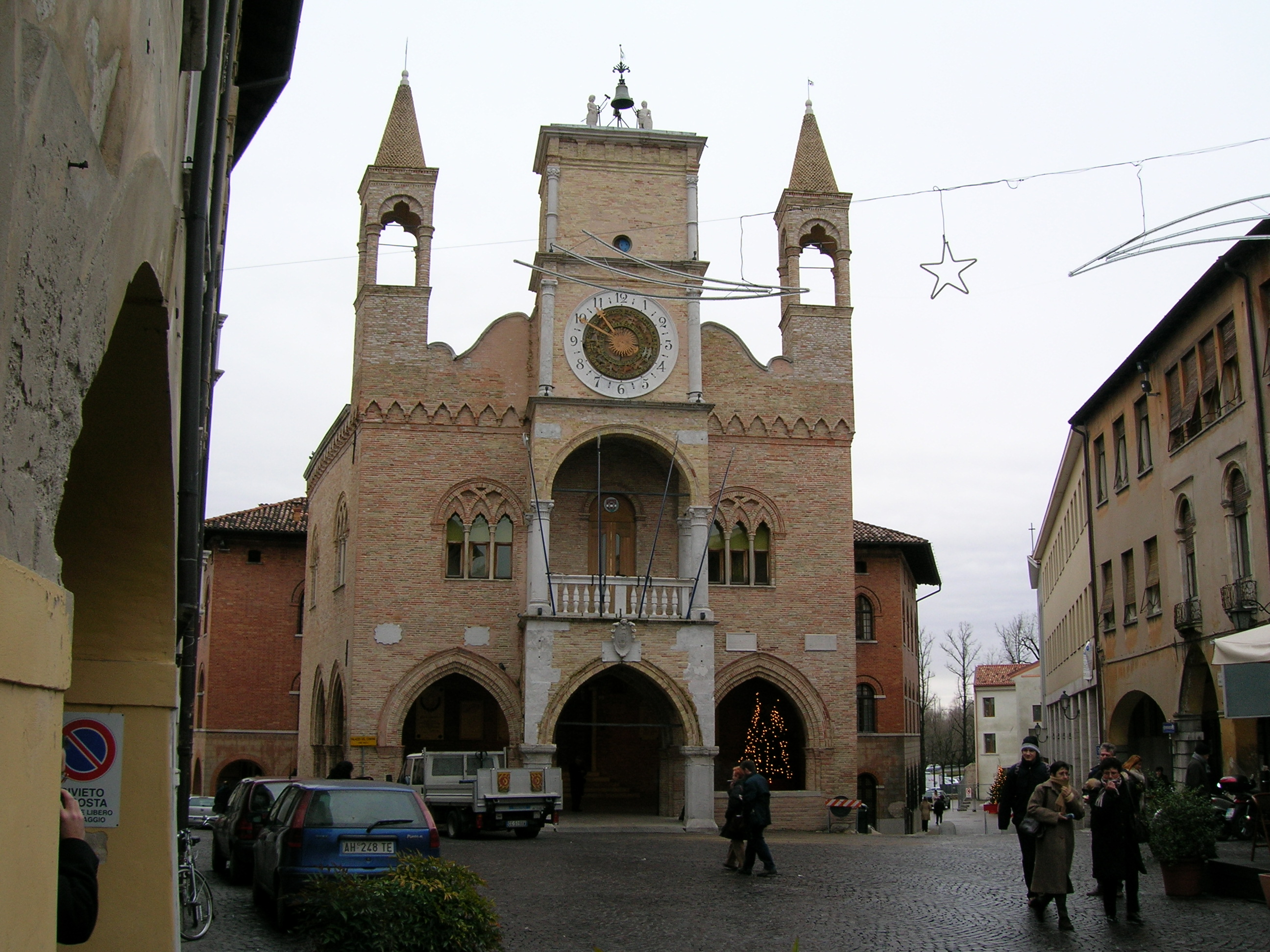
Palazzo comunale

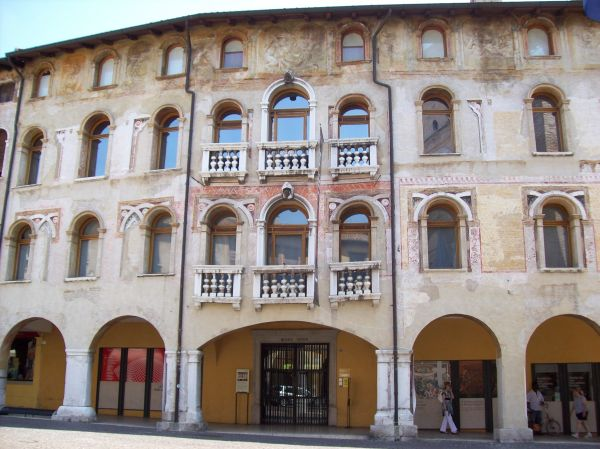
Palazzo Ricchieri

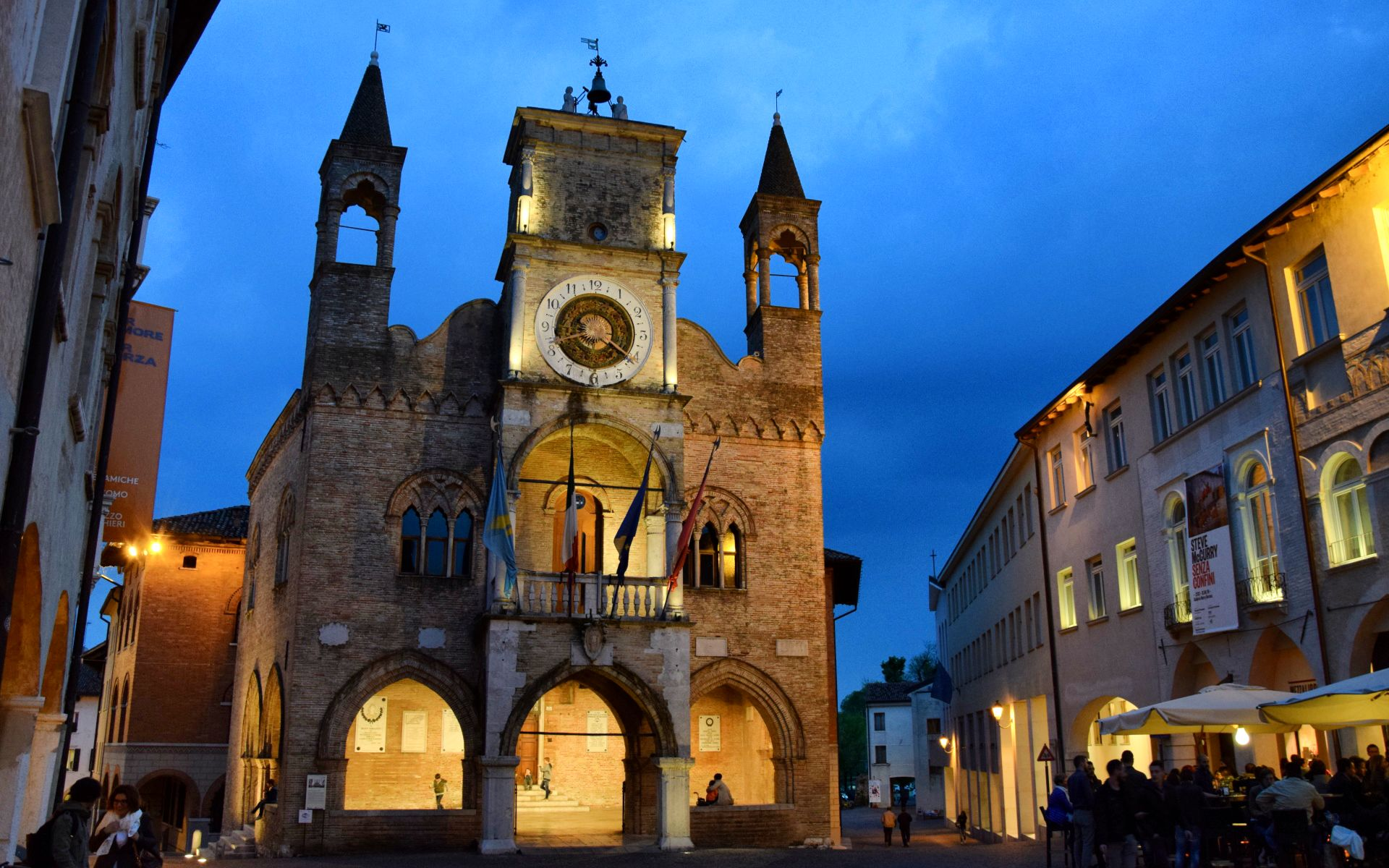
Palazzo Comunale di Pordenone al Tramonto

La città presenta molteplici palazzi e palazzetti, sia lungo l'antica Contrada maggiore, oggi Corso Vittorio Emanuele II, sia nel Corso Garibaldi. Qui di seguito un elenco dei più importanti dal punto di vista architettonico e artistico:

##### Contrada maggiore - Corso Vittorio Emanuele II
- Palazzo Comunale, costruito in stile gotico tra il 1291 e il 1395, chiude scenograficamente la via con i pinnacoli e la torre dell'orologio aggiunti nel XVI secolo su progetto del pittore Pomponio Amalteo.[41]

Lato est (da Loggia del Municipio a Piazzetta Cavour):
- Palazzo Ricchieri, originariamente una casa-torre a difesa del nucleo cittadino edificata nel XIII secolo fu adattata durante il periodo veneziano in palazzo dalla famiglia Ricchieri. È ora sede del Museo Civico d'Arte;
- Palazzo Polacco - Barbarich - Scaramuzza;
- Palazzo Montereale Mantica;
- Palazzo Varmo - Pomo, anche conosciuto come Casa dei Capitani;
- Palazzo Cattaneo (XVII - XVIII sec.);
- Palazzo Torossi (XVIII sec.);
- Palazzo Brunetta;
- Palazzo Crescendolo - Milani;
- Palazzo Tinti;
- Casa Pittini;
- Palazzo Domenichini - Varaschini;
- Palazzetto (denominato Romor);
- Palazzo Rosittis;
- Palazzo De Rubeis;
- Casa Bernardi.

Lato ovest (dalla Loggia del Municipio a Piazzetta Cavour):
- Palazzo Rorario - Spelladi - Silvestri, sede della Galleria comunale "Harry Bertoia";
- Palazzo Mantica - Cattaneo;
- Palazzo Mantica;
- Casa Gregoris - Bassani;
- Palazzo Gregoris;
- Palazzo (denominato Ragagnin);
- Palazzo del XV secolo (denominato Bisol);
- Palazzo Cortona - Ovio - Floreano;
- ex Teatro Concordia o Sociale;
- Palazzo Popaite - Torriani - Policreti;

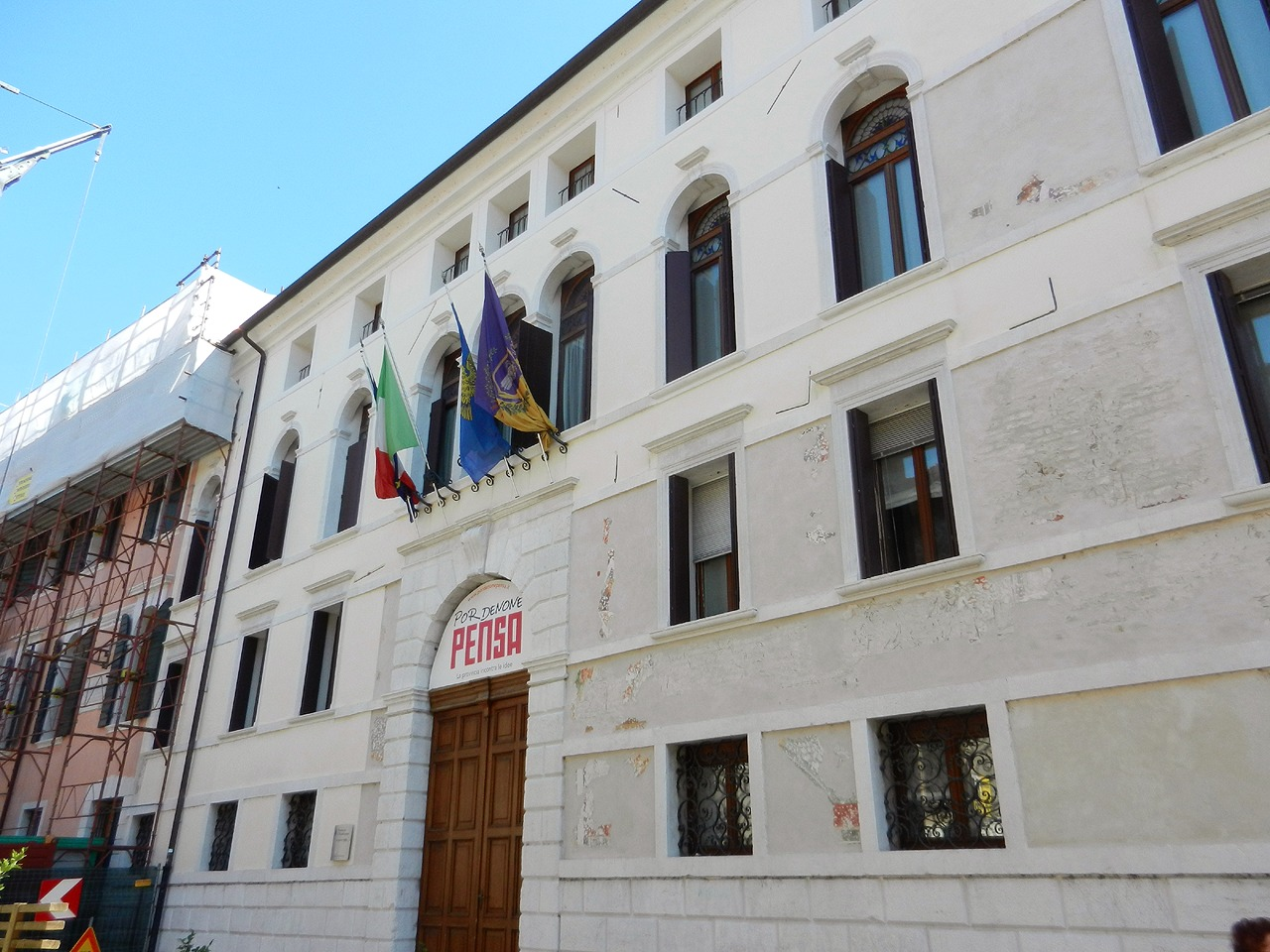
Palazzo Sbrojavacca

- Casa Simoni.

##### Corso Giuseppe Garibaldi
LATO EST
- Palazzo Pera - Marchi;
- Palazzo Sbrojavacca, caratterizzato da lacerti affreschi attribuibili alla mano del pittore Gianfrancesco da Tolmezzo;
- Casa Marone - Da Ros, unico caso, in Pordenone, di edificio decorato a bassorilievo con stucco a calce, e ricollegabile a seguaci di Giovanni da Udine.

LATO OVEST
- Palazzo Loredan - Priuli - Contarini - Porcia;
- Palazzo Dolfin - Spelladi - Porcia, caratterizzato da un lunotto in ferro battuto raffigurante lo stemma della famiglia Dolfin;
- Palazzo Badini, imponente palazzo d'impronta barocca-veneziana, custodisce una piccola scultura esterna raffigurante una "Madonna con il Bambino" di Giuseppe Torretti, e, all'interno, si preserva un salone dipinto con episodi tratti dalla storia romana, e dall'Antico e dal Nuovo Testamento.

#### Altre architetture
Si possono osservare altri edifici storici di qualche pregio in altri calli o vicoli interni. Da ricordare:
- Piazza San Marco, dove spiccano la Casa dei Sam (abitazione legata alla storia del commercio di sale e del trasporto fluviale), la Casa a motivi geometrici, e la Casa del Pordenone, impreziosita al suo interno da un fregio di affreschi di Giovanni Antonio de' Sacchis[42];
- Vicolo del Campanile, contraddistinto da Casa Chiaradia, e Casa Marson dal particolare affresco di telamone;
- Casa Mantica-Tomadini di Via del Mercato, adornata da alcuni resti di affreschi, tra cui un fregio raffigurante il Giudizio di Paride, riconducibile alla mano di Andrea Bellunello o di Marcello Fogolino.

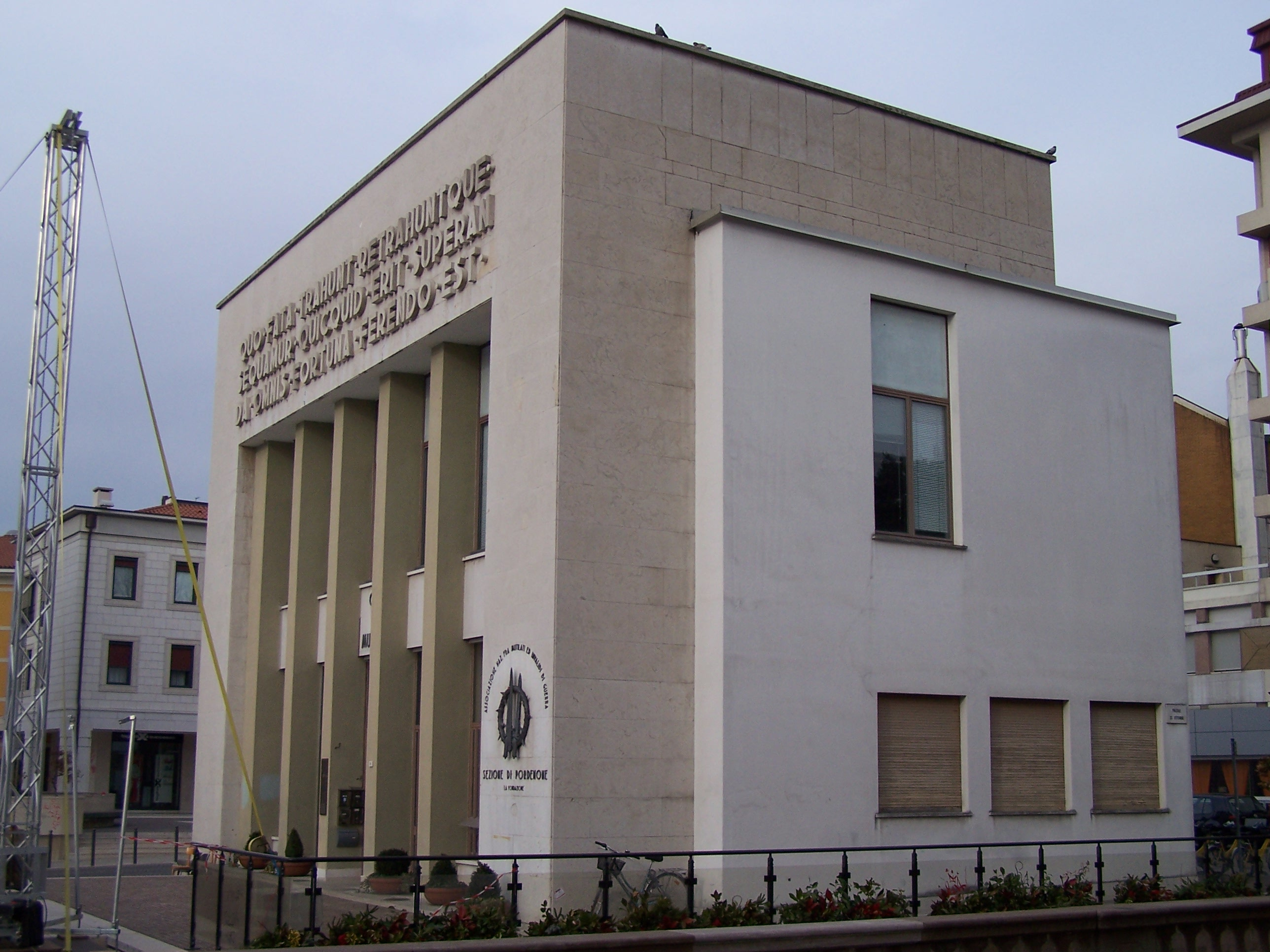
Casa del Mutilato

Inoltre, con riguardo all'architettura del diciannovesimo e ventesimo secolo, nonostante la presenza di uno sviluppo edilizio disordinato e poco armonico, possono considerarsi di un certo interesse le seguenti costruzioni:
- Ex Bagni Pubblici, edificio in stile liberty;
- Casa natale del pittore Michelangelo Grigoletti di via Vivuola;
- Ex Casa dell'Ordine Nazionale Balilla - Ex sede della fiera di Pordenone (Arch. Cesare Scoccimarro);
- Casa del Mutilato (Arch. Cesare Scoccimarro);
- Ex Casa del Fascio - Palazzo della Prefettura di Pordenone (Arch. Pietro Zanini);
- Casa Gasparini (Arch. Pietro Zanini);
- Villa Zacchi-Cossetti;
- Palazzo Cossetti;
- Portineria in stile gotico-veneziano di Villa Ruini;
- Villa Della Torre (Arch. Cesare Scoccimarro), uno dei migliori esempi tra le residenze eclettiche degli anni Venti in Pordenone;
- Casa Toscano, abitazione unifamiliare degli anni Trenta con decorazioni storiciste di qualche pregio;
- Villa Bernardis poi Falomo (Geom. Elci Marcolini);
- Villa dell’ing. Arrigo Tallon;
- Collegio Don Bosco (Arch. Domenico Rupolo);
- Villino Miniscalco (Geom. Attilio Pellegrini);
- Villa Poles (Progettista Antonio Marson);
- Ampliamento degli uffici comunali (Arch. Ignazio Gardella);
- Casermette di Via Molinari, luogo di prigionia, nel corso della Seconda Guerra Mondiale, di antifascisti, tra cui Franco Martelli, medaglia d'oro al valor militare alla memoria;
- Centro Direzionale Galvani (Arch. Gino Valle);
- Ex Centro Servizi della Banca Friuladria di Pordenone, ora Palazzo della Regione.

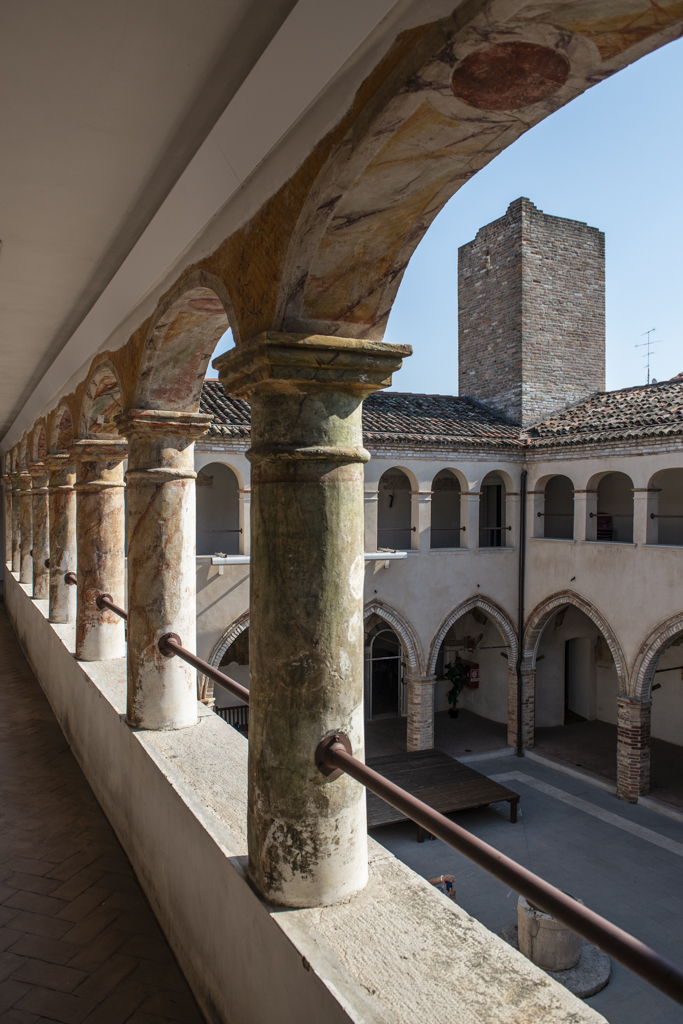
Ex convento di San Francesco di Pordenone

#### Chiese sconsacrate ed ex conventi
- Ex convento dei domenicani, edificio neoclassicheggiante ultimato nel 1722 dopo 31 anni di lavori. Un tempo era addossato alla chiesa del Rosario, oggi scomparsa. L'edificio fu in seguito acquistato dalle monache agostiniane e ha subito numerose altre destinazioni. Dal 2010 è sede della Biblioteca Civica Multimediale[43].
- Ex convento e chiesa di san Francesco, acquistato in epoca recente dal Comune, l'edificio è stato restaurato e adibito a usi artistico-culturali. Fondato nel 1419, il convento con chiesa di san Francesco fu soppresso nel 1769[44].L'interno conserva tracce di affreschi quattrocenteschi e un chiostro dipinto. Nella lunetta esterna situata sopra il portone principale vi sono i resti di un affresco "La Sacra Famiglia e San Francesco" di Giovanni Maria Zaffoni, denominato il Calderari. Accanto all'ingresso l'immagine scolpita del Santo Francesco che in umile posa indica le colombe, opera dello scultore pordenonese Pierino Sam.

#### Ville venete
Nella città sono presenti nove edifici tutelati dall'Istituto Regionale Ville Venete. Degne di nota sono:
- la Villa Cattaneo, della Gaspera, del XVII sec., la cui caratteristica è un alto timpano arcuato (Circoscrizione Sud);
- la Villa Cattaneo, Cirielli Barbini, probabilmente risalente al '700 (Circoscrizione Sud);
- la Villa Rigutti, Policreti, risalente al XVI sec., caratterizzata da corpo padronale, annessi rustici e da un oratorio settecentesco dedicato a San Bernardino da Siena;
- la Villa Fossati, della prima metà del XVII sec., costituita da villa e piccola chiesa annessa.

#### Archeologia industriale
Il conglomerato urbano di Pordenone è caratterizzato dalla presenza delle rovine delle industrie risalenti al diciannovesimo secolo, esempi di archeologia industriale.
- Cotonificio Amman - Wepfer di Borgomeduna con la vicina ottocentesca Villa Amman, Carinzia;
- Tessitura meccanica di Roraigrande;
- Filatura di Torre;
- Antica Birreria di Pordenone, sita in Via Fontane[47];
- Opificio - Soc. di Macinazione.

#### Teatri
Questi sono i principali edifici cittadini che ospitano manifestazioni teatrali e di spettacolo (per quanto riguarda gli enti e le associazioni teatrali si veda la sezione Cultura/Teatro):
- Teatro comunale "Giuseppe Verdi". Questa struttura architettonica sorge nello stesso luogo ove erano stati costruiti i precedenti teatri cittadini (1922 Teatro Licinio - architetto Provino Valle, 1952 Teatro-Cinema Verdi - architetto Giovanni Donadon). Il nuovo Teatro comunale, inaugurato nel 2005, è il frutto di un lungo e intricato percorso politico (tra lavori correttivi, appalto, studi professionali, incarichi e progettazioni è costato circa 26 milioni di euro). L'edificio, inizialmente progettato per una capienza di 988 posti, è caratterizzato, a seguito dei necessari lavori correttivi del progetto originario, da una sala principale "all'italiana" di 936 posti. Inoltre è presente un Ridotto disponibile ad accogliere 145 persone e una sala prove. La struttura è caratterizzata da un rivestimento esterno di lastre marmoree provenienti dalla cava Lorano di Carrara.
- Auditorium Concordia
- Cinema Teatro Don Bosco

### Architetture militari

#### Castelli
- Castello di Torre, sorto alla fine del XII secolo, residenza della famiglia dei signori di Ragogna, dopo l'assalto del 1402 da parte del capitano austriaco a Pordenone Mordax fu ricostruito e in parte trasformato in dimora signorile. È sede del Museo Archeologico del Friuli Occidentale.
- Castello dell'antico abitato di Pordenone, sito in Piazza della Motta. Datato già nel 1200, nel 1452 ha ospitato l'imperatore Federico III d'Asburgo e dal 1883 è adibito a carcere[48].

### Altro

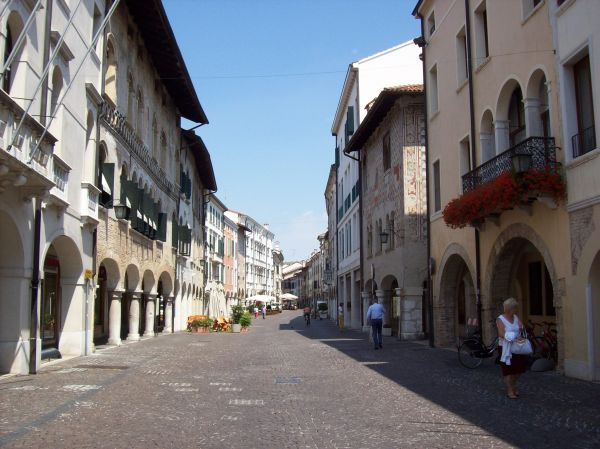
Corso Vittorio Emanuele II

- Monumento ai caduti, opera dello scultore friulano Aurelio Mistruzzi, costituita da un basamento a forma di vasca, sul quale si eleva lo zoccolo che sostiene i gruppi statuari di bronzo. Il gruppo principale, al centro, rappresenta l'Italia (un tempo stringeva tra le mani una statuina simbolo della vittoria alata) che protegge con lo scudo il combattente e il caduto. Le figure laterali raffigurano i fiumi sacri alla patria: l'Isonzo e il Piave[49]. Il monumento fu inaugurato il 23 aprile 1929. Di particolare pregio è anche il monumento agli alpini di Pierino Sam presso la chiesa di Vallenoncello, dello stesso autore è anche la ristrutturazione della statua dedicata a San Giorgio posta sopra la chiesa omonima.
- Ponte di Adamo ed Eva sul fiume Noncello[50]. Le due statue che caratterizzano la costruzione rappresentano le due divinità pagane Giove e Giunone, ma sono conosciute dalla popolazione come Adamo ed Eva. Secondo lo studioso di storia locale, Maurizio Lucchetta, la denominazione del ponte deriverebbe dal fatto che la parte absidale della chiesa della Santissima Trinità presenta un affresco raffigurante la cacciata di Adamo ed Eva dall'Eden.
- Ossario austro-ungarico nel cimitero di Pordenone di Via Cappuccini[51].
- Monumento in memoria a Angioletta delle Rive in Vicolo del Molino[52].

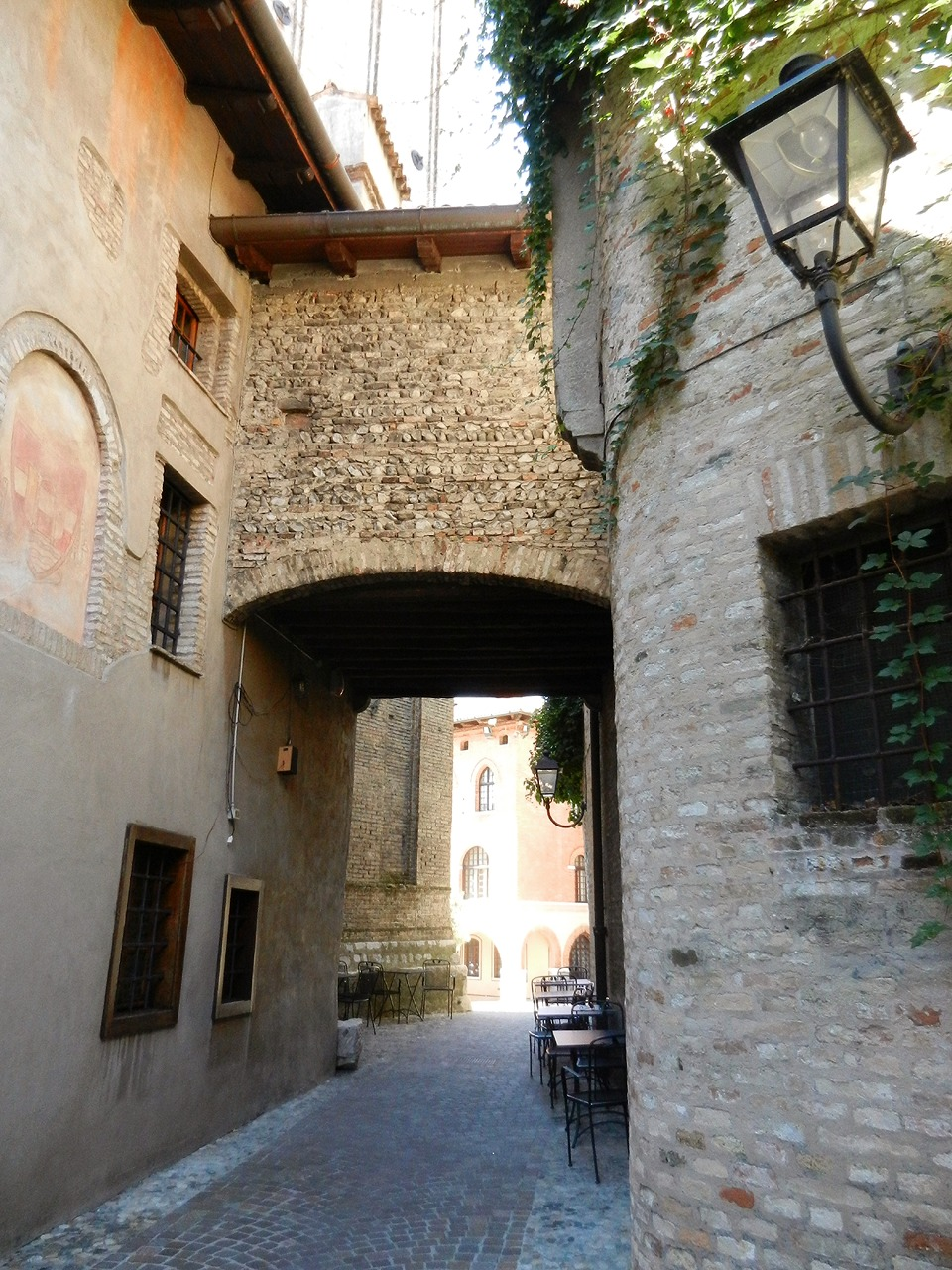
Scorcio di Vicolo del Campanile

- Stolpersteine / Pietre d'inciampo di Pordenone.

#### Corsi storici principali e vicoli
- Corso Vittorio Emanuele II, via principale della città vecchia, affiancato da palazzi porticati gotici e rinascimentali con affreschi, esempio mirabile di porticato veneto e da alcuni chiamato piccolo "Canal Grande senz'acqua"[53].
- Corso Garibaldi, qui un gruppo scultoreo del 1532 raffigurante la Madonna col Bambino è pure attribuito a Donato Casella. La via è impreziosita da importanti edifici storici come Palazzo Badini, Palazzo Pera, Palazzo Sbrojavacca, Palazzo Pera - Marchi, Palazzo Loredan - Porcia, Palazzo de' Spelladi - Porcia e Palazzo Dolfin Porcia.
- Vicolo delle Mura (poco valorizzato dalle amministrazioni comunali che si sono succedute nel corso del tempo[54]) e resti della cinta muraria cittadina visibili in via Borgo Sant'Antonio sul retro di Palazzo Popaite - Torriani Policreti.
- Vicolo Chiuso, caratterizzato da due affreschi mariani dedicati alla Beata Vergine Maria Addolorata. La prima pittura è posta sul lato sinistro del vicolo, sulla parete del sottoportico di un palazzo che si affaccia sul Corso. La Madonna, riconoscibile dall'aureola appena visibile, è raffigurata nelle vesti di una dama ed è chiamata "Madonnina degli Endrigo". Il secondo affresco è ubicato sulla facciata dell'unica casa di fronte all'entrata del vicolo. È una Madonnina con il capo coperto, il tradizionale manto azzurro, la veste rossa e le mani giunte, denominata "Madonnina dei Simoni". Entrambi gli affreschi, da uno studio del 1977, sono stati datati circa XVIII secolo[55].
- Vicolo delle Acque, sotto il quale scorre la roggia dei Molini, è caratterizzato da un graffito dell'artista Davide Toffolo rappresentante la morte di un gorilla bianco[56].

#### Piazze
- Piazza San Marco;

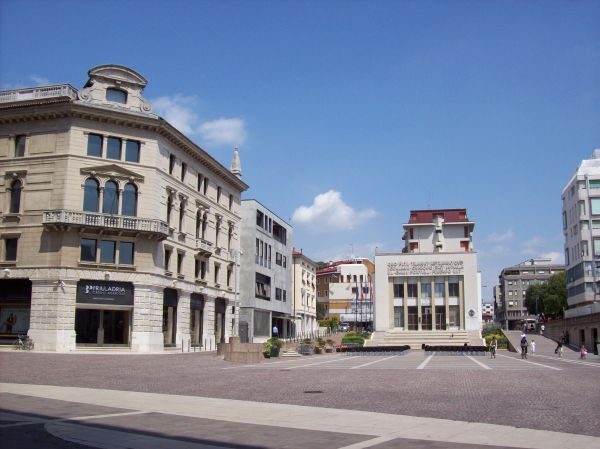
Piazza XX Settembre

- Piazzetta Calderari, situata dietro il municipio, luogo di interessanti incontri culturali, circondata da alcuni pregevoli edifici moderni, da altri antichi ristrutturati e da una zona verde digradante verso il canale con l'antico enorme albero, accanto a questo la statua in bronzo del cavallino rampante eseguito da Pierino Sam, l'arco d'ingresso a uffici comunali e all'istituto magistrale Vendramini.
- Piazza della Motta, denominata anche Prato del Castello o Piazza dei Grani, è un'area destinata al mercato cittadino sin dal 1400. Sulla spianata si affacciano l'ex convento dei Frati Minori Conventuali di San Francesco (risalente al 1424), il Palazzo del Monte dei Pegni - Casa della Musica “Elisabetta Imelio” - del 1767 (un tempo affiancato da un edificio denominato "nobile interrompimento"[57]), quanto resta dell'antico castello cittadino, alcune modeste casette che chiudono il lato est della piazza e il Palazzo Galvani Damiani (dal 1894 adibito a casa di riposo per anziani). La piazza fu nel corso della storia il palcoscenico di numerosi eventi. Lo scrittore settecentesco Giovan Battista Pomo, nei suoi De comentari urbani, racconta come il luogo fosse il fulcro della vivace vita popolare. Vi si svolgeva la cruenta caccia dei tori (la cosiddetta molada) nel corso della quale manzi belli e buoni combattevano contro cani addestrati. La piazza diveniva poi il campo di gioco delle partite di pallacorda e durante il Carnevale era possibile ammirare gli spettacoli di giocolieri e acrobati e seguire le battute di attori e burattinai[58]. Infine fu per molto tempo il luogo della manifestazione Rogo della Vecia (tradizione popolare di metà Quaresima in cui un fantoccio di vecchia viene portato, la sera di Mezza Quaresima, in processione, processato, accusato di tutti i mali della comunità locale e condannato al rogo malgrado l'impegno dell'avvocato difensore). A lato del convento di San Francesco è stata collocata la statua in bronzo di San Francesco, opera eseguita dall'artista Pierino Sam. La piazza, nel corso degli anni 2021-2022, è stata oggetto di un progetto di riqualificazione, finanziato dal Bando Periferie e curato per la parte architettonica da Stradivarie Architetti Associati. L’introduzione di una grande fontana al centro della piazza, di alberature e sedute ha restituito il ruolo di spazio pubblico aperto alla socialità e alla cultura. L’intervento urbanistico realizzato è oggi (2022) oggetto di discussione[59], in quanto, secondo parte della cittadinanza[60], il progetto ha snaturato la funzione storica dell’area e non ha considerato il rapporto con il vicino castello[61].
- Piazza del Cristo;
- Piazzetta della pescheria, così chiamata poiché un tempo era l'area dedicata al mercato del pesce. La pescheria venne smantellata verso la metà del Novecento e la roggia che la lambiva venne interrata;
- Piazza Cavour;
- Piazzale XX Settembre, una delle più ampie piazze cittadine. A seguito di un progetto di riqualificazione urbana è stato rivisto "l'intero sistema strutturale della piazza"[62] ed è stata livellata su un unico piano. La piazza è caratterizzata dall'importante presenza dell'edificio razionalista, progettato negli anni trenta dall'architetto Cesare Scoccimarro, la Casa del Mutilato. Sopra le sei lesene (un tempo ricoperte da marmi di colore nero[63]) si trova la seguente scritta latina tratta dal quinto libro dell'Eneide virgiliana: "QUO FATA TRAHUNT RETRAHUNTQUE SEQUAMUR QUICQUID ERIT SUPERANDA OMNIS FORTUNA FERENDO EST". Il significato del testo latino, secondo la traduzione di Rosa Calzecchi Onesti è: "dove il fato chiama e richiama, moviamo; qualunque cosa succeda, vincer bisogna la sorte durando"[64];
- Piazzale Enea Ellero dei Mille, zona di interscambio per gli autobus urbani;
- Piazza Giustiniano. Qui è presente il novecentesco Palazzo di Giustizia e presso i giardini prospicienti il Tribunale è posizionata la scultura dell'artista Fiorenzo Bacci intitolata “Tra il bene e il male”;
- Piazza Risorgimento;
- Piazzetta dei Domenicani;
- Piazza Ospedale Vecchio;
- Piazzetta del Portello;
- Piazzetta Nino Bixio;
- Piazzetta Ottoboni. Questa area prende il nome dalla villa veneta qui presente e risalente al XVIII secolo. La proprietà Vaselli - Ottoboni venne smantellata dalla prima circonvallazione cittadina del 1939. Il piccolo giardino è caratterizzato da un cedro deodara himalayano e una magnolia ottocenteschi;
- Piazza del Popolo;
- Piazza Maestri del Lavoro;
- Piazza Mons. Giuseppe Lozer;
- Piazzetta Mons. Abramo Freschi. Qui una statua dell'artista Giorgio Igne, ivi posizionata nel 2011, impreziosisce il breve spiazzo;
- Piazzetta Cardinale Celso Costantini;
- Piazzetta Aldo Furlan.

### Siti archeologici
- Villa romana di Torre, non lontana dal Castello di Torre, fu scoperta negli anni cinquanta dal conte Giuseppe di Ragogna[65]; i reperti e gli affreschi rinvenuti sono ospitati nel museo nel Castello. Inizialmente si pensò fossero i resti di una ricca residenza di campagna (da cui la denominazione "villa"); in seguito ad altre indagini[66] (che comunque non escludono la possibilità che fungesse anche da residenza) si è più propensi a concludere che la villa fosse in realtà un sito, posto vicino al primo, piccolo, porto fluviale sul Noncello, per la lavorazione e lo stoccaggio di merci e prodotti agricoli che poi tramite vie fluviali e di terra sarebbero andate rispettivamente verso il mare e verso l'entroterra, a nord-est.

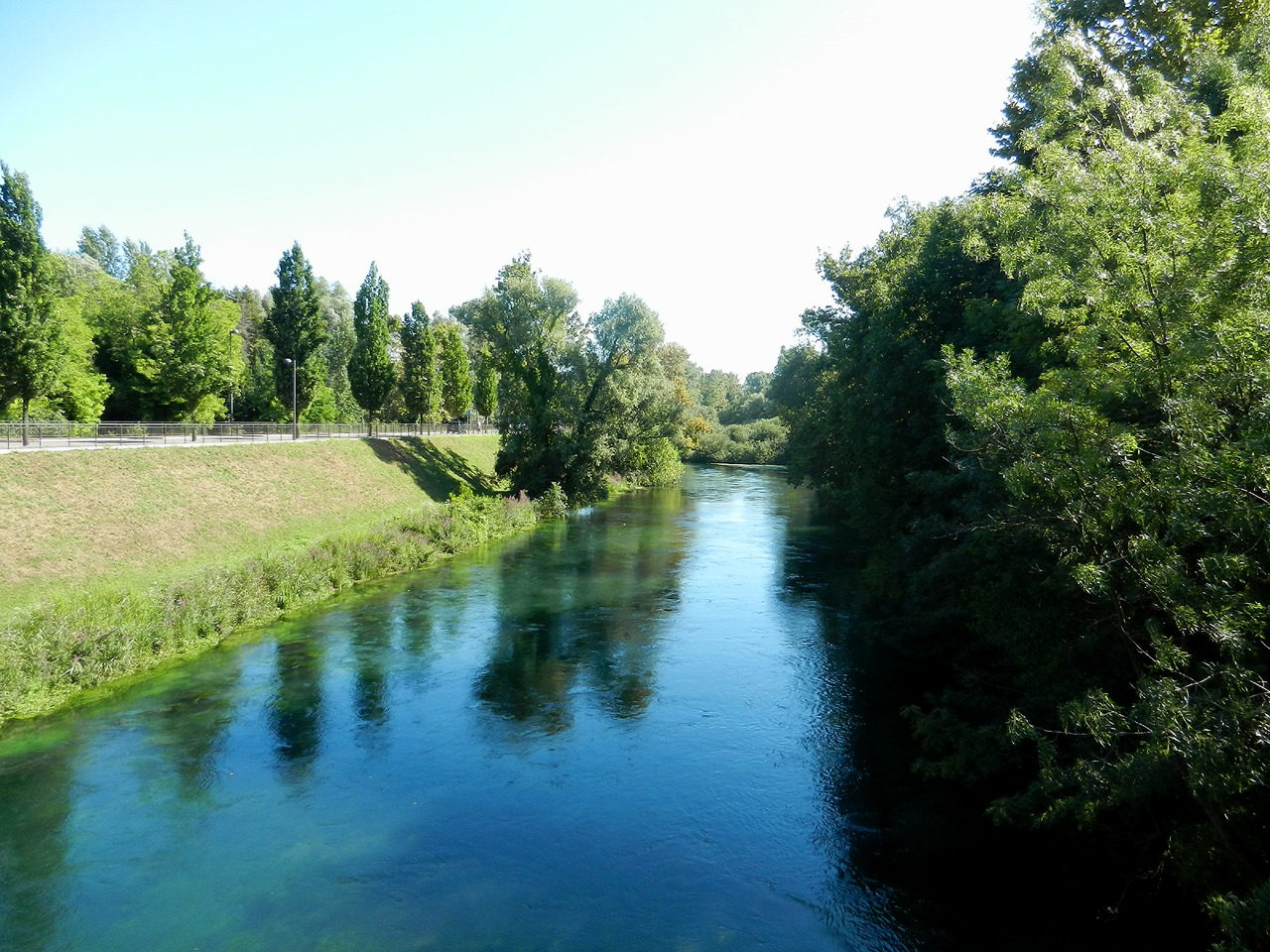
Parco fluviale del Noncello

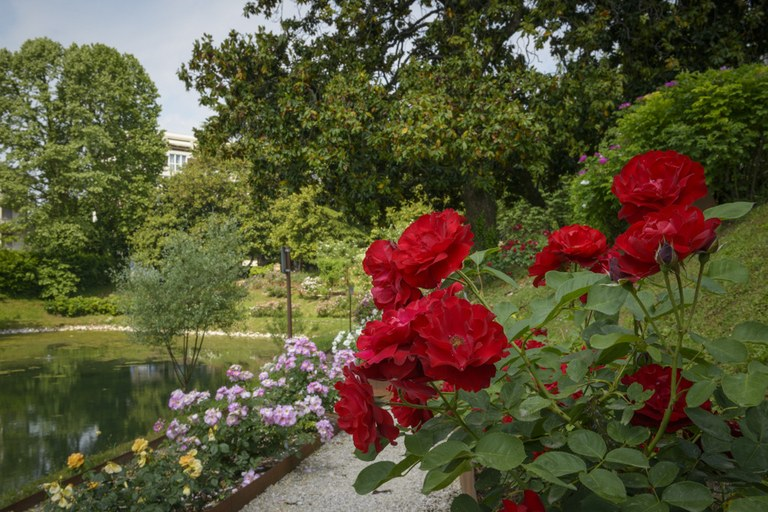
Parco di Villa Galvani

### Aree naturali
- Parco San Valentino di via San Valentino;
- Parco “San Carlo” di via San Valentino;
- Parco Galvani di viale Dante;
- Parco fluviale del Noncello;
- Parco Porcia;
- Giardini pubblici di Piazzale IV Novembre;
- Parco Querini Valdevit;
- Parco del Seminario;
- Parco di Villa Carinzia;
- Parco Cimolai;
- Parco dei Laghetti di Rorai;
- Parco di via Reghena;
- Parco di via Murri - via Gemelli;
- “Parcobaleno” di viale Martelli;
- Parco “John Lennon” di via Goldoni;
- Parco “Terme Romane” di via Vittorio Veneto;
- Parco del Castello di Torre di via Vittorio Veneto[67].

## Società

### Evoluzione demografica
Abitanti censiti

### Etnie e minoranze straniere
Al 31 dicembre 2023 gli stranieri residenti nel comune erano 7 869, ovvero il 15,09% della popolazione. Di seguito sono riportati i gruppi più consistenti:
- Romania 1 830
- Albania 915
- Pakistan 694
- Ghana 588
- Ucraina 409
- Bangladesh 374
- Cina 249
- Marocco 235
- Moldavia 198
- Macedonia del Nord 117

### Lingue e dialetti
A Pordenone si parla prevalentemente la lingua italiana. L'influenza culturale della Serenissima ha comportato l'instaurarsi del dialetto pordenonese, una variante della lingua veneta vicina al dialetto veneziano. Pordenone si può quasi definire un'isola linguistica poiché nei territori circostanti si sono mantenuti dei dialetti friulani di tipo concordiese, pur fortemente venetizzati.
Il friulano è in parte presente nel territorio comunale ed è tutelato dalla Legge regionale 18 dicembre 2007, n. 29 "Norme per la tutela, valorizzazione e promozione della lingua friulana". Inoltre, negli ex uffici provinciali e ora uffici dell'EDR è stabilito il bilinguismo, soprattutto per la popolazione residente nei numerosi comuni friulanofoni all'interno della ex provincia (36 su 50).

### Istituzioni, enti e associazioni
A Pordenone aveva sede la Provincia di Pordenone, ora soppressa. Dal 2016 al 2020 ha ospitato la sede dell'Unione Territoriale Intercomunale del Noncello (Comuni di Pordenone, Cordenons, Porcia, Fontanafredda, Zoppola, Roveredo in Piano e San Quirino). Oggi sono presenti alcuni uffici della Regione autonoma Friuli Venezia Giulia, la sede dell'Ente di Decentramento Regionale di Pordenone, e l'Istituto Regionale di Studi Europei del Friuli Venezia Giulia (IRSE).
La città ospita inoltre il Comando di Polizia Locale "Distretto del Friuli Occidentale", la Questura, il Comando Provinciale dei Carabinieri, il Comando Provinciale della Guardia di Finanza, il Comando Provinciale dei Vigili del Fuoco, il Comando Provinciale della Polizia Penitenziaria (con sede nelle carceri del Castello di Pordenone), la Prefettura, la Casa Circondariale della Provincia di Pordenone, il Tribunale e la Camera di Commercio. A Pordenone vi è il quartier generale della 132ª Brigata corazzata "Ariete".
Le strutture ospedaliere della città sono:
- Ospedale Civile - Azienda Ospedaliera "Santa Maria degli Angeli" di Pordenone,[72]
- Casa di Cura Polispecialistica San Giorgio[73], facente parte della rete ospedaliera regionale del Friuli Venezia Giulia.

### Tradizioni e folclore
Le tradizioni e il folclore della città di Pordenone sono indissolubilmente legate alla religione cristiana. Nella stagione primaverile, oltre ai riti religiosi della settimana santa, vi è la festa del patrono San Marco. Il 25 aprile è anche la giornata dedicata alla gita fuori porta ed è usanza mangiare la cosiddetta "fortaja", una frittata fatta in casa con differenti ingredienti. Un tempo ci si recava nella campagna della Comina, oggi la festa cittadina si svolge presso il parco pubblico del San Valentino. Il mese di maggio è caratterizzato dalle processioni religiose, che si snodano lungo le strade cittadine, dedicate a Maria Ausiliatrice e al Corpus Domini. La stagione estiva in tempi non molto lontani era segnata dalla antica festa del 24 giugno di San Giovanni. I giovani innamorati, nella notte tra il 23 e il 24 giugno, ponevano sui balconi delle finestre un bicchiere d'acqua con all'interno un albume d'uovo. L'indomani gli innamorati osservavano quale forma avesse l'albume rappresosi. E, nel caso in cui l'albume sembrasse una piccola barca, si credeva che la prua di questa potesse indicare la provenienza dell'innamorato. Il giorno dell'8 settembre si festeggia la seconda festa patronale dedicata alla commemorazione della natività di Maria. I fedeli si recano in pellegrinaggio al Santuario della Beata Vergine delle Grazie e nello spiazzo davanti al Palazzo del Municipio si svolge la popolare tombola cittadina. La stagione invernale non è solo legata ai riti del Natale cristiano (degno di menzione è il rito della Messa di Mezzanotte del 24 dicembre), ma è caratterizzata anche dai falò di inizio anno di Epifania. Infine nel giovedì di mezza Quaresima ha luogo il Processo e rogo della vecia e il fantoccio della vecchia, simbolo di tutti i mali dell'anno passato, viene portato in processione e infine processato e bruciato.

È nota nella città anche la vicenda di Angioletta delle Rive, che fu una popolana pordenonese processata dall'Inquisizione per stregoneria nel XVII secolo.

### Qualità della vita
Pordenone si è attestata nel corso degli anni in posizioni medie e buone nelle classifiche sulla qualità della vita stilate da Legambiente. Nello stesso tempo la cittadina non risulta esente da taluni aspetti critici. Da un lato il parametro attinente alla capacità di depurazione - % di popolazione residente servita da rete fognaria delle acque reflue urbane - del rapporto ecosistema urbano (Legambiente) 2016 è uno dei peggiori in Italia (la città si colloca nella penultima posizione, dopo Venezia e prima di Catania, con il 65%). Dall'altro lato, per quanto concerne lo smog e la qualità dell'aria, la città, secondo il rapporto di Legambiente 2021, è la peggiore della regione Friuli Venezia Giulia e, per rispettare i parametri di legge, sarebbe necessaria una riduzione del 32 per cento delle emissioni delle polveri sottili pm10, del 69 per cento delle polveri sottilissime pm2,5 e del 62 per cento del biossido d’azoto.
Comune riciclone 2011: un importante riconoscimento di Legambiente che premia Pordenone come primo capoluogo di provincia del Nord Italia, per la raccolta differenziata dei rifiuti. Il comune di Pordenone si è continuato ad attestare tra le prime posizioni nella sezione "capoluoghi di provincia area nord" anche nelle edizioni 2012 e 2013 e nel 2014 viene considerato come il primo comune capoluogo per raccolta differenziata nella regione Friuli-Venezia Giulia.
Nel 2019 la città di Pordenone, grazie agli impegni profusi per una nuova strategia di mobilità sostenibile integrata al piano regolatore e per il programma triennale delle opere pubbliche di riconversione anche energetica del patrimonio comunale, vince il premio per lo sviluppo sostenibile - Ecomondo 2019.

## Cultura

### Istruzione

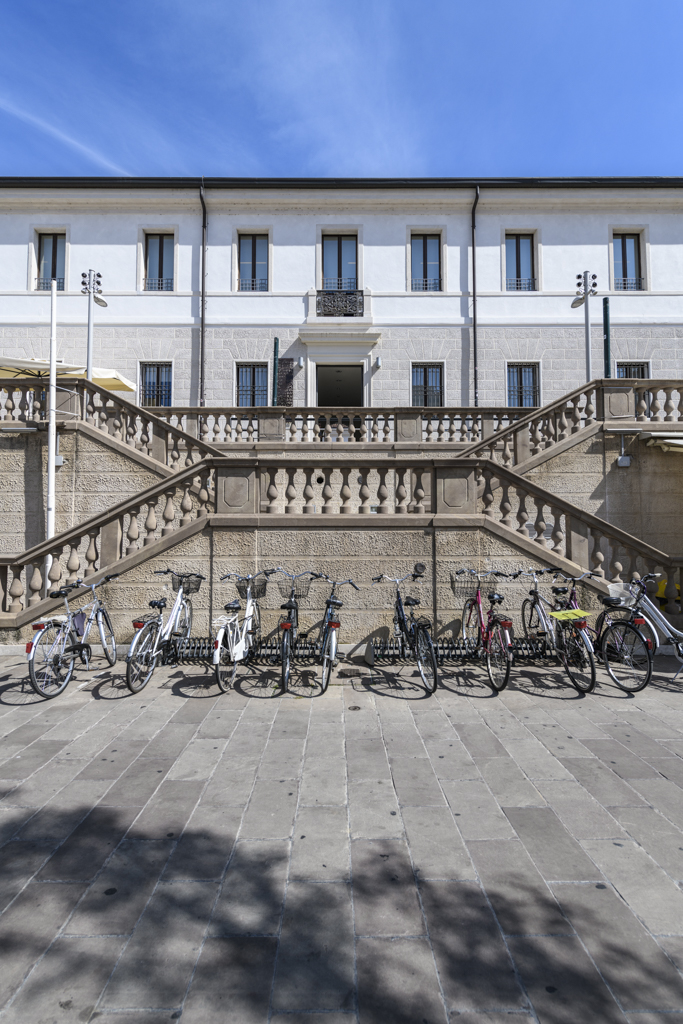
Biblioteca civica di Pordenone

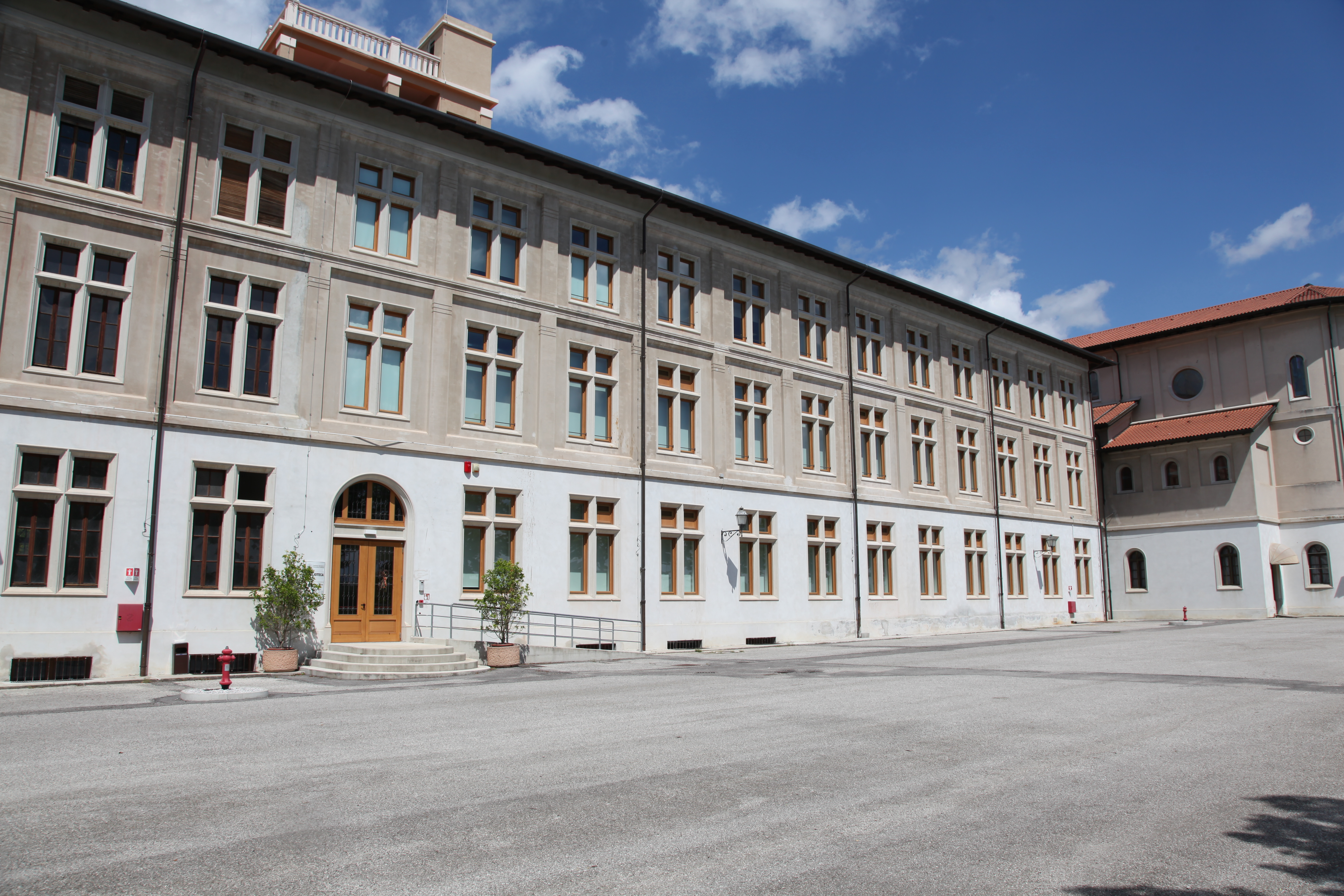
Biblioteca del Seminario diocesano di Concordia-Pordenone

#### Biblioteche
- Biblioteca civica di Pordenone
- Biblioteca del Seminario diocesano di Concordia-Pordenone
- Biblioteca Scientifico Tecnologica dell'Università degli Studi di Udine - Sede di Pordenone
- Biblioteca dell'Archivio di Stato
- Biblioteca della Casa dello studente - Centro culturale "A. Zanussi"
- Biblioteca della Casa del popolo
- Biblioteca del museo archeologico del Friuli occidentale
- Biblioteca del museo civico d'arte
- Biblioteca del museo di storia naturale Silvia Zenari
- Biblioteca Circoscrizionale Nord
- Biblioteca Circoscrizionale Sud
- Biblioteca Circoscrizionale di Torre
- Biblioteca Circoscrizionale "Mary della Schiava"
- Biblioteca Circoscrizionale "Jolanda Turchet"
- Biblioteca dell'Associazione culturale Cinemazero
- Biblionastroteca dell'Unione Italiana Ciechi
- Biblioteca "Carlo Alberto e Francesca Maddalena" del Club Alpino Italiano - Sezione di Pordenone
- Biblioteca dell'Azienda Ospedaliera "S. Maria degli angeli"
- Biblioteca dell'Azienda per i servizi sanitari n. 6 "Friuli occidentale"
- Biblioteca della Caritas diocesana di Pordenone
- Biblioteca della Società Filologica Friulana
- Biblioteca dell'Istituto Provinciale per la Storia del Movimento di Liberazione e dell'Età contemporanea
- Biblioteca della Società Operaia di Mutuo Soccorso e Istruzione
- Biblioteca "Don Bosco"
- Biblioteca teatrale dell'Associazione Provinciale per la Prosa
- Biblioteca del Centro di documentazione "Silentes Loquimur"
- Biblioteca del WWF Ambiente e Natura
- Biblioteca dell'A.N.F.F.A.S.
- Biblioteca dell'Associazione regionale dei Sardi in Friuli Venezia-Giulia - Sezione di Pordenone

#### Scuole
Sono presenti in città le seguenti scuole pubbliche: nove scuole dell'Infanzia, dodici scuole primarie, quattro scuole secondarie di primo grado, un Istituto Professionale Settore dei Servizi (Servizi commerciali, Servizi per l'enogastronomia e l'ospitalità alberghiera, Servizi socio-sanitari) dedicato a "Federico Flora", un Istituto Professionale Settore Industria e Artigianato con il nome "Lino Zanussi", un Istituto Tecnico Settore Economico (Amministrazione, finanza e marketing) "Odorico Mattiussi", due Istituti Tecnici Settore Tecnologico (il "J.F. Kennedy" e il "Sandro Pertini") e infine il Liceo scientifico e linguistico "Michelangelo Grigoletti" e il Liceo classico, scientifico e delle scienze umane "Leopardi - Majorana". Alle suddette scuole pubbliche si affiancano alcuni istituti privati, soprattutto nell'ambito delle scuole materne.

#### Università

##### Consorzio Universitario di Pordenone
In città ha sede il Consorzio Universitario di Pordenone, il quale supporta i corsi di laurea triennali e magistrali attivati dalle Università di Udine, di Trieste, di ISIA Roma Design e della Fondazione ITS Kennedy. Il Polo universitario pordenonese dispone di una residenza universitaria, sita in Via Prasecco, progettata dall'architetto giapponese Toyo Ito. In particolare, i corsi attivi sono i seguenti:
- Corso di Diploma Accademico di primo livello in Design Industriale - ISIA Roma Design
- Corsi di Laurea triennale in Economia Aziendale, Scienze e Tecnologie Multimediali, Infermieristica e Corso di Laurea Magistrale in Comunicazione Multimediale e Tecnologie dell'Informazione - Università degli Studi di Udine
- Corso di Laurea Magistrale in Double degree/Doppio Diploma di Laurea in collaborazione con l'Università di Lippe (Germania) "Production Engineering and Management" - Università degli Studi di Trieste
- Corsi di I.T.S. "Tecnico Superiore per i metodi e le tecnologie per lo sviluppo di sistemi software" - "I.T.S. Alto Adriatico"

##### Studio Teologico diocesano
Presso il Seminario diocesano ha sede lo Studio Teologico "Card. Celso Costantini", istituto accademico affiliato alla Facoltà Teologica del Triveneto e approvato dal Dicastero per la cultura e l'educazione.

#### Musei

##### Museo Civico d'Arte

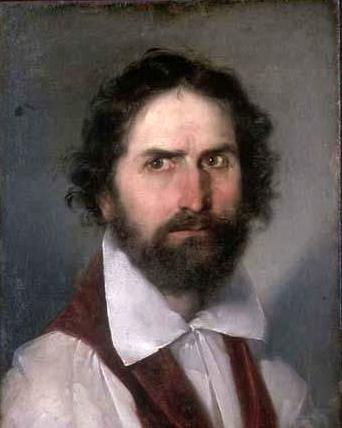
"Ritratto d'uomo - Popolano trasteverino", Michelangelo Grigoletti (1835) in Museo Civico d'Arte di Pordenone

Il museo ha sede nell'antico Palazzo Ricchieri ed è luogo importante per la conoscenza della produzione artistica veneto friulana. In esso sono custodite opere di vari pittori, quali il Pordenone, Pomponio Amalteo, Varotari, Pietro Della Vecchia, Odorico Politi e Michelangelo Grigoletti. L'istituzione museale conserva una raccolta di circa 170 disegni. Degni di menzione sono un Gesso nero su carta azzurrina "Figura di sgherro colto da tergo" di Antonio da Pordenone e un disegno seicentesco di Palma il Giovane raffigurante "l'Estasi di Santa Teresa d'Avila".

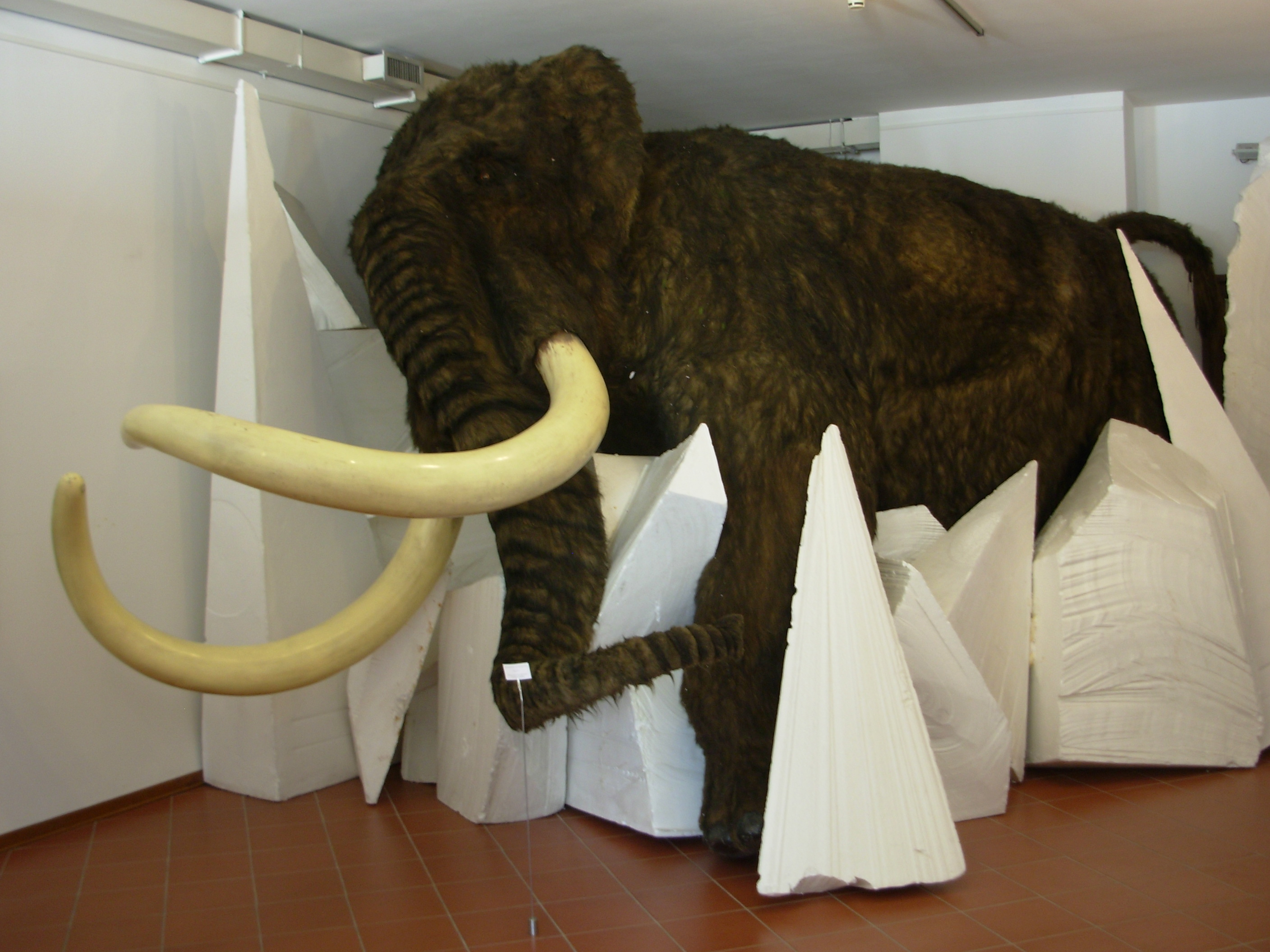
Ricostruzione di mammut lanoso nel Museo Civico di Storia Naturale di Pordenone

I depositi del Museo civico d’arte ospitano anche pregevoli dipinti della collezione Zacchi-Ruini (vi figurano opere di Mario Sironi, Renato Guttuso, Corrado Cagli, Alberto Savinio, Filippo de Pisis, G. Zigaina, A. Pizzinato e numerosi altri).

##### Museo Civico di Storia naturale
Intitolato alla naturalista Silvia Zenari ospita, nelle stanze del cinquecentesco Palazzo Amalteo, la più importante raccolta di minerali dell'Alpe Adria e collezioni di vertebrati, insetti e altre.

##### Museo Archeologico del Friuli occidentale
Il museo, allestito dal 2006 nell'antico castello di Torre, ultima residenza del conte Giuseppe di Ragogna, illustra il patrimonio archeologico della provincia di Pordenone. Di particolare rilevanza sono i reperti provenienti dalle Grotte di Pradis e dal sito palafitticolo Palù di Livenza. Pregevoli i lacerti di affreschi della Villa romana di Torre.

##### Museo diocesano di Concordia-Pordenone
Situato nel Centro Attività Pastorali, progettato dall'architetto Othmar Barth (1988), conserva dal 1991 un notevole patrimonio artistico proveniente da chiese ed edifici religiosi della diocesi di Concordia-Pordenone. Di particolare interesse le opere di Gianfrancesco da Tolmezzo, Alvise Casella, Pomponio Amalteo e Giovanni Martini.

##### PAFF! Palazzo Arti Fumetto Friuli
La struttura culturale, definita da uno dei suoi fondatori, il fumettista Giulio De Vita, come un "non-museo", ha sede presso Villa Galvani. Si tratta, da un lato, di un luogo volto a divulgare la conoscenza della "letteratura disegnata", dall'altro lato il PAFF! è uno spazio aperto al confronto con tutte le arti.

##### Science Centre Immaginario Scientifico
Sede distaccata del Science centre immaginario scientifico di Trieste.

##### Galleria d'arte Sagittaria
Fondata nel 1965 custodisce lavori di importanti artisti della produzione veneto friulana del Novecento, nonché opere di artisti di fama internazionale come Carlo Carrà e Dino e Mirko Basaldella.

### Media

#### Stampa
Quotidiani, redazioni di Pordenone:
- Messaggero Veneto - Giornale del Friuli
- Il Gazzettino

Periodici
- Il Popolo, settimanale della Diocesi di Concordia-Pordenone[91]
- Il Friuli, settimanale di informazione regionale[92]

#### Televisione
- Telepordenone-Videoregione
- il13

Redazioni di Pordenone:
- Rai Friuli-Venezia Giulia
- Telefriuli Redazione di Telefriuli, su telefriuli.it. URL consultato il 29 giugno 2019 (archiviato dall'url originale il 29 giugno 2019).

### Teatro
Questi sono gli enti e le associazioni teatrali principali della città (per quanto riguarda gli edifici si veda la sezione Monumenti e luoghi di interesse/Teatri):
- L'Arlecchino errante - Scuola Sperimentale dell'Attore - Compagnia Hellequin
- Associazione culturale Ortoteatro
- Gruppo Teatro Pordenone Luciano Rocco
- Associazione culturale Teatro A La Coque[Chiarire la rilevanza con fonti attendibili.]

### Eventi
Di seguito un elenco succinto dei principali eventi che si svolgono nella città con cadenza regolare, ordinato per stagioni:

#### Primavera
- Dedica Festival: si tratta di un festival letterario internazionale monografico. Ogni anno infatti è ospite della manifestazione un unico scrittore al quale vengono per l'appunto "dedicate" due settimane all'interno delle quali le sue opere vengono presentate, discusse con il pubblico, rappresentate attraverso letture sceniche, mostre, film e concerti. Ospiti di Dedica Festival sono stati tra gli altri: Javier Cercas, Wole Soyinka (premio Nobel per la letteratura nel 1986), Paul Auster, Nadine Gordimer (premio Nobel per la letteratura nel 1991), Amos Oz, Anita Desai, Paco Ignacio Taibo II, Claudio Magris, Dacia Maraini. Il Festival si svolge normalmente nel mese di marzo ed è organizzato dall'associazione culturale Thesis.
- Festival dei Giardini, giunto nel 2015 alla quarta edizione, è "l'evento più atteso"[93] della manifestazione fieristica chiamata "Ortogiardino".
- NaonisCon - Pordenone Games & Comics, manifestazione che si tiene annualmente dal 1997, nel mese di maggio, nella fiera della città. Si ripropone l'obiettivo di "mostrare gli sviluppi che si susseguono nel panorama dei giochi di ruolo, di simulazione, di società e di carte"[94]. Dal 2004 comprende anche la mostra-mercato del fumetto nuovo e da collezione.
- Pordenone Guitar Festival, il Festival Chitarristico Internazionale del Friuli Venezia Giulia, organizzato dall'associazione culturale Farandola.

#### Estate
- Humus Park, tra i più importanti eventi-meeting italiani di Land Art,[95] è organizzato dal Comune di Pordenone e nel 2014 ha raggiunto la quarta edizione.[96]
- Concorso giornalistico "Premio Simona Cigana". Nazionale, Annuale, Multimediale, Multilingue (italiano, friulano, sloveno, tedesco). Partecipanti: giornalisti pubblicisti e professionisti iscritti all'Ordine nazionale della Stampa. Soggetto: Friuli Venezia Giulia. Sezioni: Giornalismo d'inchiesta, Giornalismo sportivo, Artigianato. Promotore e organizzatore: Circolo della Stampa di Pordenone.
- PordenonePensa "rassegna di idee e di eventi",[97] che si svolge nella città e in altre località vicine.
- Pordenone Blues Festival, evento che combina la musica blues ad altre forme di espressione artistica[98]. Si tiene tutti gli anni a metà estate.
- FMK International Short Film Festival, rassegna internazionale di cortometraggi.[99]

#### Autunno
- Pordenonelegge.it: dal 2000, nel mese di settembre, si svolge il festival letterario Pordenonelegge.it[100], una rassegna letteraria che ha acquisito nel tempo una rilevanza nazionale[101][102] e grazie al “Crossroad of European Literature” nell'ambito del programma Cultura 2007-2013 dell'Unione Europea ha ampliato la portata internazionale dell'evento.[103]
- Festival Libreria Editrice Vaticana.[104]
- Maratonina Internazionale dei Borghi.[105]
- Giostra dei Castelli - Rievocazione Storica, ogni penultimo weekend di settembre a Torre di Pordenone.
- Giornate del Cinema Muto: dal 1981 al 1998, nel mese di ottobre, si svolge il Pordenone Silent Film Festival (meglio conosciuto come Le Giornate del Cinema Muto), una rassegna cinematografica specialistica dedicata al cinema muto che acquisisce nel tempo una rilevanza mondiale in questo settore[106][107].Dal 1999 al 2006 il festival è stato trasferito a Sacile, a causa della ricostruzione (completata nel maggio 2005) del teatro Verdi, il teatro cittadino del capoluogo pordenonese. Nel 2007 è ritornato nella sede storica, ora rinnovata.
- SICAM Pordenone: si svolge dal 2009 nel mese di ottobre la manifestazione leader in Italia per il settore dei componenti e dei semilavorati per il mobile (meglio conosciuto come Salone Internazionale dei Componenti e Accessori per l'Industria del Mobile), nel cuore di un distretto nel quale viene prodotto oltre il quaranta per cento del mobile italiano. Ogni anno circa ventimila visitatori professionali provenienti da circa novanta paesi visitano questa manifestazione.[108]
- Premio "Bruno Cavallini", istituito nel 1996 dallo storico dell'arte italiano Vittorio Sgarbi.[109]
- Festival Internazionale Musica Sacra (fine ottobre - aprile), giunto nel 2018 alla ventisettesima edizione, porta in città "musicisti, artisti e critici d'arte, studiosi di storia della chiesa e della musica".[110]
- Festival Arlecchino Errante.
- Festival dell'Inchiesta - LE VOCI DELL'INCHIESTA, iniziativa dell'associazione culturale Cinemazero.[111]

#### Capitale della Cultura
Pordenone è stata nominata capitale della cultura italiana per il 2027.

## Geografia antropica

### Suddivisioni amministrative
Fino al 2016 il comune era suddiviso in quattro circoscrizioni: Rorai-Cappuccini, Centro, Torre, Sud (comprendente i quartieri di Borgomeduna, Villanova, Vallenoncello e San Gregorio).
La città ha inglobato come quartieri, dal secondo dopoguerra fino agli anni settanta, alcuni borghi limitrofi (attualmente contigui nel tessuto urbano) come Torre (l'insediamento più antico nel territorio comunale risalente all'epoca romana), Rorai Grande, Vallenoncello e Villanova di Pordenone (questi ultimi tutti di epoca medioevale). È di epoca più recente (XIX secolo) la località di Borgomeduna, un insediamento agricolo privo, fino agli anni 1970, di chiesa parrocchiale (Borgocampagna). A nord si trova il quartiere della Comina, sede di un'importante aerocampo.
Precedentemente all'inclusione, dopo l'annessione allo stato unitario italiano (1866), questi nuclei abitativi costituivano quartieri e località (Torre, Borgomeduna, Rorai Grande, Villanova) del comune di Pordenone o comuni autonomi (Vallenoncello).

## Economia

### Artigianato
Per quanto riguarda l'artigianato Pordenone è rinomata soprattutto per la produzione di ceramiche e di terrecotte.

### Industria
Sotto il profilo economico la città di Pordenone, da sempre territorio agricolo, si sviluppa notevolmente nell'Ottocento nel settore tessile, in parallelo con la rivoluzione industriale (viene definita "la piccola Manchester italiana" o la "piccola Manchester" del Friuli). Ma l'evento eccezionale, che trasforma la città, e destinato a renderla nota in tutto il mondo, è lo sviluppo industriale che si accompagna al secondo dopoguerra. Spicca, tra i nomi di “capitani di industria” come i Galvani, i fratelli Moro, i Locatelli, i Savio, il nome dell'imprenditore Lino Zanussi che, ereditata la fabbrica dal padre Antonio (di poche decine di dipendenti), la ingrandisce, facendone in soli trent'anni la seconda realtà metalmeccanica italiana dopo la FIAT (stabilimenti di Porcia), con più di tredicimila dipendenti negli anni '60. Questo impetuoso sviluppo industriale, che porta la vicina città di Porcia a produrre e a esportare più lavatrici, lavastoviglie e frigoriferi dell'intera Germania, conduce negli anni '60 alla trasformazione della città di Pordenone in provincia (la quarta del Friuli Venezia Giulia). La crescita del settore del bianco porta la città, che si sviluppa in parallelo al boom industriale italiano seguito al dopo guerra, ad avere un livello di qualità della vita tra i più alti d'Italia e d'Europa, e a fare di Pordenone una delle città più dinamiche di tutto il Nord Est (settori della carpenteria, del mobile, della coltelleria, metalmeccanici, tessile). In seguito alla morte dell'imprenditore Lino Zanussi, l'impresa diviene, sotto la presidenza di Lamberto Mazza, un gruppo multinazionale, ma la logica espansiva "non sorretta da un'adeguata strategia industriale" conduce, nel 1985, alla successiva cessione agli svedesi della Electrolux. L'acquisizione della proprietà da parte di una industria estera porta, con il passare del tempo, a una disattenzione crescente, da parte della stessa, per la realtà industriale del territorio. In seguito alla crisi finanziaria mondiale del 2007, Pordenone conosce una crisi economica crescente. Inoltre diversi fattori, quali, da un lato, "la non-competitività del Paese, il costo del lavoro, le infrastrutture carenti, l'energia troppo cara, l'assenza di finanziamenti all'innovazione" e, dall'altro lato, la disattenzione della politica, spingono, nel 2013, ai progetti di dismissione dell'industria di Porcia, con la previsione di migliaia di licenziamenti (casi Ideal Standard e Electrolux), sì che nel 2014 la città di Pordenone e il suo territorio sono il simbolo della crisi economica attraversata dall'intero Paese (la città nel 2014 ha ospitato il corteo nazionale del primo maggio). Il declino della città viene fronteggiato dal fatto che Pordenone presenta settori industriali diversificati, suddivisi in distretti industriali (Brugnera, Maniago, San Vito al Tagliamento), composti da piccole e medie imprese capaci, con l'innovazione e l'intraprendenza, di fronteggiare la crisi ed essere artefici del rilancio del territorio.

## Infrastrutture e trasporti

### Strade
Pordenone è servita dall'Autostrada A28 e dalla Strada statale 13 Pontebbana (SS13).

### Ferrovie

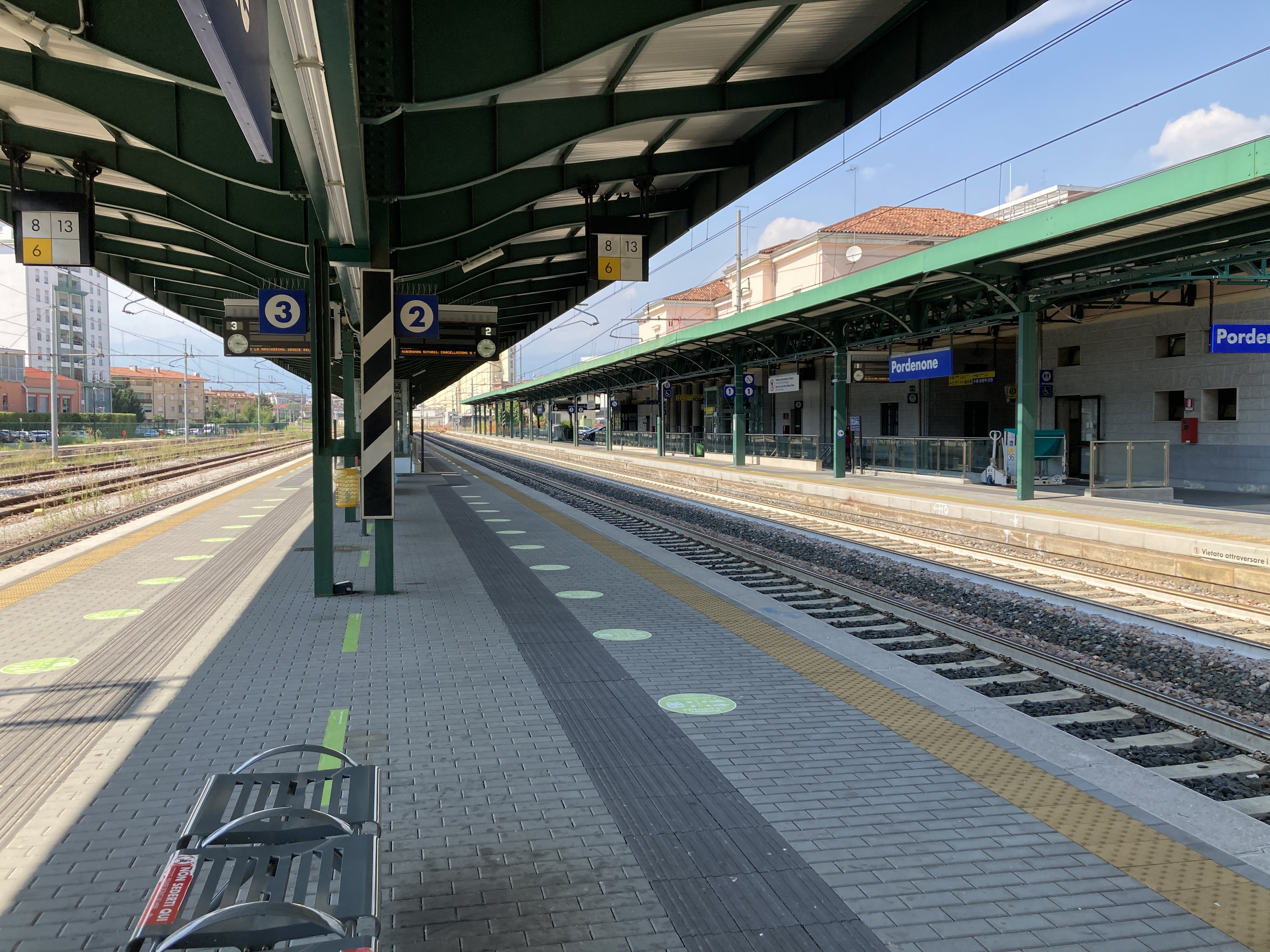
Stazione ferroviaria di Pordenone

La città dispone della stazione di Pordenone, posta lungo la ferrovia Venezia-Udine e gestita da Rete Ferroviaria Italiana.

### Mobilità urbana
La mobilità urbana di Pordenone è garantita dagli autoservizi gestiti dall'azienda di trasporto pubblico locale ATAP S.p.A., che opera con proprie vetture in tutto il territorio della provincia.

## Amministrazione
Lista dei sindaci dall'Unità d'Italia a oggi.
| Periodo        | Periodo          | Primo cittadino               | Partito | Carica                   | Note |
| -------------- | ---------------- | ----------------------------- | ------- | ------------------------ | ---- |
| 1866           | 1873             | Vendramino Candiani           |         | Sindaco                  |      |
| 1873           | 1876             | Giacomo Di Montereale Mantica |         | Sindaco                  |      |
| 1876           | 1878             | Valentino Galvani             |         | Sindaco                  |      |
| 1879           | 1882             | Francesco Varisco             |         | Sindaco                  |      |
| 1882           | ?                | Edoardo Marini                |         | Sindaco facente funzioni |      |
| 1888           | 1893             | Enea Ellero                   |         | Sindaco                  |      |
| 1893           | 1897             | Antonio Querini               |         | Sindaco                  |      |
| 1898           | 1898             | Vincenzo Policreti            |         | Sindaco                  |      |
| 1898           | 1899             | Pompeo Ricchieri              |         | Sindaco                  |      |
| 1899           | 1901             | Vittorio Marini               |         | Sindaco                  |      |
| 1902           | 1903             | Antonio Polese                |         | Sindaco                  |      |
| 1904           | 1905             | Gasbarri                      |         | Commissario regio        |      |
| 1904           | 1905             | Ernesto Cossetti              |         | Sindaco                  |      |
| 1905           |                  | Bevilacqua                    |         | Commissario regio        |      |
| 1905           | 1908             | Luigi Domenico Galeazzi       |         | Sindaco                  |      |
| 1908           | 1910             | Ernesto Cossetti              |         | Sindaco                  |      |
| 1910           | 1913             | Antonio Querini               |         | Sindaco                  |      |
| 1914           | 1919             | Carlo Policreti               |         | Sindaco                  |      |
| 1920           | 1922             | Guido Rosso                   |         | Sindaco                  |      |
| 1923           | ?                | Antonio Cattaneo              |         | Sindaco/Podestà          |      |
|                | 1934             | Nello Marsure                 | PNF     | Podestà                  |      |
| 1934           |                  | Napoleone Aprilis             |         | Commissario prefettizio  |      |
| 1935           | 1943             | Enrico Galvani                | PNF     | Podestà                  |      |
| 1945           |                  | Giuseppe Asquini              | CLN     | Sindaco                  |      |
| 1946           | 1956             | Giuseppe Garlato              | DC      | Sindaco                  |      |
| 1956           | 1967             | Gustavo Montini               | DC      | Sindaco                  |      |
| 1967           | 1975             | Giacomo Ros                   | DC      | Sindaco                  |      |
| 1975           | 1979             | Glauco Moro                   | DC      | Sindaco                  |      |
| 1979           | 1983             | Giancarlo Rossi               | DC      | Sindaco                  |      |
| 1983           | 2 aprile 1993    | Alvaro Cardin                 | DC      | Sindaco                  |      |
| 2 giugno 1993  | 21 giugno 1993   | Ilario Marone                 | -       | Commissario prefettizio  |      |
| 21 giugno 1993 | 28 febbraio 2001 | Alfredo Pasini                | LN      | Sindaco                  |      |
| 26 giugno 2001 | 31 maggio 2011   | Sergio Bolzonello             | L'Ulivo | Sindaco                  |      |
| 31 maggio 2011 | 20 giugno 2016   | Claudio Pedrotti              | PD      | Sindaco                  |      |
| 20 giugno 2016 | 28 giugno 2024   | Alessandro Ciriani            | FdI     | Sindaco                  |      |
| 28 giugno 2024 | 18 aprile 2025   | Alberto Parigi                | FdI     | Vicesindaco f.f.         |      |
| 18 aprile 2025 | in carica        | Alessandro Basso              | FdI     | Sindaco                  |      |

### Gemellaggi
- Spittal an der Drau, dal 1987[senza fonte]
- San Martín, dal 2003[senza fonte]
- Irkutsk, dal 2005[senza fonte]
- Okawa; gemellaggio riconfermato nel 2012, a seguito dei campionati di Judo Kata[senza fonte]

## Sport

### Principali eventi e società sportive
La principale società sportiva cittadina è il Pordenone Calcio fallito nel 2023, e rifondato nel 2024. Milita in Eccellenza.
Altra società sportiva cittadina è il Pordenone Calcio a 5, squadra di futsal, che attualmente milita in serie A2.
Ogni anno, a Pasqua, si svolgono i tornei internazionali giovanili Trofeo Memorial Gallini di calcio e il Memorial Ferruccio Cornacchia di pallavolo.

### Principali impianti sportivi
- Stadio Ottavio Bottecchia